# Lista conducătorilor de stat în anul 2012
Lista conducătorilor de stat în anul 2012 se bazează pe Lista statelor lumii și pe Lista de teritorii dependente, așa cum sunt ele cunoscute de la 1 ianuarie 2012 pâna la 31 decembrie 2012. 
Lista principală numără, în anul 2012, 199 state memebre sau observatori în cadrul ONU. Listele adiționale conțin:  State independente recunoscute parțial de comunitatea internațională, State independente nerecunoscute, Teritorii independente de facto,  Entități cu statut apropiat de cel de stat, Territorii nesuverane, autonome sau cu administrație specială și Guverne alternative și / sau în exil .
Șefii executivului statelor suverane sunt în principal șefii de stat și șefii de guvern:
- Un șef de stat este o persoană fizică, uneori juridică, care reprezintă simbolic continuitatea și legitimitatea statului. Lui îi sunt rezervate în mod tradițional diverse funcții: reprezentarea externă, promulgarea legilor, nominalizarea titularilor unor funcții publice la nivel înalt. În funcție de stat el poate fi cel mai important deținător al puterii executive sau doar să personalizeze puterea supremă exercitată în numele lui de alte personalități politice.
- Un șef de guvern este o persoană fizică care deține primul sau al doilea rol executiv (conform tipului de regim politic) și se află în fruntea guvernului adică a  totalității miniștrilor sau secretarilor de stat însărcinați cu responsabilități executive.

În cazul teritoriilor autonome și a altor colectivități nesuverane, adică dependente de un stat suveran, titlurile șefului executiv local sunt diferite: prefect, bailiff, guvernator, președinte etc.

## State independente recunoscute cvasigeneral
| Statul                                                                               | Funcția                                                                 | Numele | Începând cu                           |
| ------------------------------------------------------------------------------------ | ----------------------------------------------------------------------- | --- | ------------------------------------- |
| Afganistan                                                                           | Președinte al Republicii                                                | Hamid Karzai                                                                                                  | 22 decembrie 2001                     |
| Africa de Sud · (vezi și : §13)                                                      | Președintele Republicii                                                 | Jacob Zuma | 9 mai 2009                            |
| Albania                                                                              | Președinți ai Republicii (succesivi)                                    | Bujar Nishani                                                                                                 | 24 iulie 2012                         |
| Albania                                                                              | Președinți ai Republicii (succesivi)                                    | Bamir Topi | 24 iulie 2007                         |
| Albania                                                                              | Prim-ministru (ministru șef)                                            | Sali Berisha                                                                                                  | 11 septembrie 2005                    |
| Algeria                                                                              | Președinte al Republicii                                                | Abdelaziz Bouteflika                                                                                          | 27 aprilie 1999                       |
| Algeria                                                                              | Primi-miniștri (succesivi)                                              | Abdelmalek Sellal                                                                                             | 3 septembrie 2012                     |
| Algeria                                                                              | Primi-miniștri (succesivi)                                              | Ahmed Ouyahia                                                                                                 | 23 iunie 2008                         |
| Andorra                                                                              | Coprinț episcopal                                                       | Joan Enric Vives Sicília                                                                                      | 12 mai 2003                           |
| Andorra                                                                              | Coprinți francezi (succesivi)                                           | François Hollande                                                                                             | 15 mai 2012                           |
| Andorra                                                                              | Coprinți francezi (succesivi)                                           | Nicolas Sarkozy                                                                                               | 16 mai 2007                           |
| Andorra                                                                              | Reprezentanți personali ai coprințului episcopal (succesivi)            | Josep Maria Mauri                                                                                             | 20 iulie 2012                         |
| Andorra                                                                              | Reprezentanți personali ai coprințului episcopal (succesivi)            | Nemesi Marquès Oste                                                                                           | 30 iulie 2003                         |
| Andorra                                                                              | Reprezentanți personali ai coprințului francez (succesivi)              | Sylvie Hubac                                                                                                  | 21 mai 2012                           |
| Andorra                                                                              | Reprezentanți personali ai coprințului francez (succesivi)              | Christian Frémont                                                                                             | 28 iulie 2008                         |
| Andorra                                                                              | Șef al guvernului                                                       | Antoni Martí                                                                                                  | 12 mai 2011                           |
| Angola                                                                               | Președinte al Republicii                                                | José Eduardo dos Santos                                                                                       | 10 septembrie 1979                    |
| Antigua și Barbuda · (vezi și : §13)                                                 | Regină                                                                  | Elisabeta a II-a                                                                                              | 1 noiembrie 1981                      |
| Antigua și Barbuda · (vezi și : §13)                                                 | Guvernatoare generală                                                   | dame Louise Lake-Tack                                                                                         | 17 iulie 2007                         |
| Antigua și Barbuda · (vezi și : §13)                                                 | Prim-ministru                                                           | Baldwin Spencer                                                                                               | 24 martie 2004                        |
| Arabia Saudită                                                                       | Rege                                                                    | Abdullah , ,                                                                                                  | 1 august 2005                         |
| Arabia Saudită                                                                       | Președinte al Consiliului de Miniștri                                   | Abdullah | 1 august 2005                         |
| Argentina · (vezi și : §13)                                                          | Președinți ai Națiunii                                                  | Amado Boudou (interimar)                                                                                      | 4 ianuarie - 24 ianuarie 2012         |
| Argentina · (vezi și : §13)                                                          | Președinți ai Națiunii                                                  | Cristina Fernández de Kirchner                                                                                | 10 decembrie 2007                     |
| Argentina · (vezi și : §13)                                                          | Șef al cabinetului                                                      | Juan Manuel Abal Medina                                                                                       | 10 decembrie 2011                     |
| Armenia                                                                              | Președinte al Republicii                                                | Serzh Sargsyan                                                                                                | 9 aprilie 2008                        |
| Armenia                                                                              | Prim-ministru                                                           | Tigran Sargsyan                                                                                               | 9 aprilie 2008                        |
| Australia · (vezi și : §6)                                                           | Regină                                                                  | Elisabeta a II-a                                                                                              | 6 februarie 1952                      |
| Australia · (vezi și : §6)                                                           | Guvernatoare generală                                                   | Quentin Bryce                                                                                                 | 5 septembrie 2008                     |
| Australia · (vezi și : §6)                                                           | Prim-ministru                                                           | Julia Gillard                                                                                                 | 24 iunie 2010                         |
| Austria                                                                              | Președinte federal al Republicii                                        | Heinz Fischer                                                                                                 | 8 iulie 2004                          |
| Austria                                                                              | Cancelar federal                                                        | Werner Faymann                                                                                                | 2 decembrie 2008                      |
| Azerbaidjan · (vezi și: §3 și §13)                                                   | Președinte al Republicii                                                | Ilham Aliyev ,                                                                                                | 15 octombrie 2003                     |
| Azerbaidjan · (vezi și: §3 și §13)                                                   | Prim-ministru                                                           | Artur Rasizade                                                                                                | 31 octombrie 2003                     |
| Bahamas                                                                              | Regină                                                                  | Elisabeta a II-a                                                                                              | 10 iulie 1973                         |
| Bahamas                                                                              | Guvernator general                                                      | sir Arthur Foulkes                                                                                            | 14 aprilie 2010                       |
| Bahamas                                                                              | Prim-miniștri (succesivi)                                               | Perry Christie                                                                                                | 7 mai 2012                            |
| Bahamas                                                                              | Prim-miniștri (succesivi)                                               | Freundel Stuart                                                                                               | 23 octobrie 2010                      |
| Bahrain                                                                              | Rege                                                                    | șeic Hamad bin Isa al Khalifa                                                                                 | 6 martie 1999                         |
| Bahrain                                                                              | Prim-ministru (ministru președinte)                                     | șeic Khalifa bin Salman al-Khalifa ,                                                                          | 19 ianuarie 1970                      |
| Bangladesh                                                                           | Președinte al Republicii                                                | Zillur Rahman                                                                                                 | 12 februarie 2009                     |
| Bangladesh                                                                           | Prim-ministru                                                           | șeica Hasina Wazed ,                                                                                          | 6 ianuarie 2009                       |
| Barbados                                                                             | Regină                                                                  | Elisabeta a II-a                                                                                              | 30 noiembrie 1966                     |
| Barbados                                                                             | Guvernatori generali (succesivi)                                        | sir Elliott Belgrave                                                                                          | 1 iunie 2012                          |
| Barbados                                                                             | Guvernatori generali (succesivi)                                        | Sandra Mason (interimară)                                                                                     | 30 mai 2012                           |
| Barbados                                                                             | Guvernatori generali (succesivi)                                        | Elliott Belgrave (interimar)                                                                                  | 1 noiembrie 2011                      |
| Barbados                                                                             | Prim-ministru                                                           | Freundel Stuart                                                                                               | 23 octobrie 2010                      |
| Belarus (vezi și : §15)                                                              | Președinte                                                              | Aleksandr Lukașenko                                                                                           | 20 iulie 1994                         |
| Belarus (vezi și : §15)                                                              | Prim-ministru                                                           | Mihail Miasnikovič                                                                                            | 28 decembrie 2010                     |
| Belgia                                                                               | Rege (al belgienilor)                                                   | Albert al II-lea                                                                                              | 9 august 1993                         |
| Belgia                                                                               | Prim-ministru                                                           | Elio Di Rupo                                                                                                  | 5 decembrie 2011                      |
| Belize                                                                               | Regină                                                                  | Elisabeta a II-a                                                                                              | 21 septembrie 1981                    |
| Belize                                                                               | Guvernator general                                                      | sir Colville Young                                                                                            | 17 noiembrie 1993                     |
| Belize                                                                               | Prim-ministru                                                           | Dean Barrow                                                                                                   | 8 februarie 2008                      |
| Benin                                                                                | Președinte al Republicii                                                | Yayi Boni | 6 aprilie 2006                        |
| Benin                                                                                | Prim-ministru                                                           | Pascal Koupaki                                                                                                | 28 mai 2011                           |
| Bhutan                                                                               | Rege                                                                    | Jigme Khesar Namgyel Wangchuck                                                                                | 14 decembrie 2006                     |
| Bhutan                                                                               | Prim-ministru (lyonchen)                                                | lyonchen Jigme Thinley                                                                                        | 9 aprilie 2008                        |
| Birmania                                                                             | Președinte al Republicii                                                | Thein Sein | 4 februarie 2011                      |
| Bolivia                                                                              | Președinte constituțional al statului plurinațional                     | Evo Morales                                                                                                   | 22 ianuarie 2006                      |
| Bosnia și Herzegovina                                                                | Președinți ai Consiliului Prezidențial (succesivi)                      | Nebojša Radmanović                                                                                            | 10 noiembrie 2012                     |
| Bosnia și Herzegovina                                                                | Președinți ai Consiliului Prezidențial (succesivi)                      | Bakir Izetbegović                                                                                             | 10 martie 2012                        |
| Bosnia și Herzegovina                                                                | Președinți ai Consiliului Prezidențial (succesivi)                      | Željko Komšić                                                                                                 | 10 iulie 2011                         |
| Bosnia și Herzegovina                                                                | Președinți al Consiliului de Miniștri (succesivi)                       | Vjekoslav Bevanda                                                                                             | 12 ianuarie 2012                      |
| Bosnia și Herzegovina                                                                | Președinți al Consiliului de Miniștri (succesivi)                       | Nikola Špirić                                                                                                 | 11 ianuarie 2007                      |
| Bosnia și Herzegovina                                                                | Înalt reprezentant internațional                                        | Valentin Inzko (Austria)                                                                                      | 26 martie 2009                        |
| Botswana                                                                             | Președinte al Republicii                                                | Seretse Ian Khama                                                                                             | 1 aprilie 2008                        |
| Brazilia · (vezi și : §13)                                                           | Președintă a Republicii federale                                        | Dilma Rousseff                                                                                                | 1 ianuarie 2011                       |
| Brunei                                                                               | Sultan [și suveran (Yang Di Pertuan)                                    | sir Hassanal Bolkiah                                                                                          | 5 octombrie 1967                      |
| Brunei                                                                               | Prim-ministru                                                           | sir Hassanal Bolkiah                                                                                          | 1 ianuarie 1984                       |
| Bulgaria                                                                             | Președinți ai Republicii (succesivi)                                    | Rosen Plevneliev                                                                                              | 22 ianuarie 2012                      |
| Bulgaria                                                                             | Președinți ai Republicii (succesivi)                                    | Georgi Pârvanov                                                                                               | 22 ianuarie 2002                      |
| Bulgaria                                                                             | Prim-ministru (ministru președinte)                                     | Boiko Borisov                                                                                                 | 27 iulie 2009                         |
| Burkina Faso                                                                         | Președinte al Faso (Republicii)                                         | Blaise Compaoré                                                                                               | 15 octombrie 1987                     |
| Burkina Faso                                                                         | Prim-ministru                                                           | Luc-Adolphe Tiao                                                                                              | 18 aprilie 2011                       |
| Burundi                                                                              | Președinte al Republicii                                                | Pierre Nkurunziza                                                                                             | 26 august 2005                        |
| Cambodgia                                                                            | Rege                                                                    | Norodom Sihamoni                                                                                              | 29 octombrie 2004                     |
| Cambodgia                                                                            | Prim-ministru                                                           | samdech Hun Sen                                                                                               | 31 decembrie 1984                     |
| Camerun                                                                              | Președinte al Republicii                                                | Paul Biya | 6 noiembrie 1982                      |
| Camerun                                                                              | Prim-ministru                                                           | Philémon Yang                                                                                                 | 30 iunie 2009                         |
| Canada                                                                               | Regină                                                                  | Elisabeta a II-a                                                                                              | 6 februarie1952                       |
| Canada                                                                               | Guvernator general                                                      | David Johnston                                                                                                | 1 octobrie 2010                       |
| Canada                                                                               | Prim-ministru                                                           | Stephen Harper                                                                                                | 6 februaie 2006                       |
| Capul Verde                                                                          | Președinte al Republicii                                                | Jorge Carlos Fonseca                                                                                          | 21 august 2011                        |
| Capul Verde                                                                          | Prim-ministru                                                           | José Maria Neves                                                                                              | 1 februarie 2001                      |
| Cehia                                                                                | Președinte al Republicii                                                | Václav Klaus                                                                                                  | 7 martie 2003                         |
| Cehia                                                                                | Prim-ministru (președinte al Guvernului)                                | Petr Nečas | 13 iulie 2010                         |
| Centrafricană, Republica                                                             | Președinte al Republicii                                                | François Bozizé                                                                                               | 15 martie 2003                        |
| Centrafricană, Republica                                                             | Prim-ministru                                                           | Faustin Archange Touadéra                                                                                     | 22 ianuarie 2008                      |
| Chile · (vezi și : §13)                                                              | Președinte al Republicii                                                | Sebastián Piñera                                                                                              | 11 martie 2010                        |
| China (vezi și : §2, §13 și §15)                                                     | Secretari generali al Partidului Comunist Chinez (succesivi)            | Xi Jinping | 15 noiembrie 2012                     |
| China (vezi și : §2, §13 și §15)                                                     | Secretari generali al Partidului Comunist Chinez (succesivi)            | Hu Jintao | 15 noiembrie 2002                     |
| China (vezi și : §2, §13 și §15)                                                     | Președinte ai Republicii                                                | Hu Jintao | 15 martie 2003                        |
| China (vezi și : §2, §13 și §15)                                                     | Premier al Consiliului de Stat                                          | Wen Jiabao | 16 martie 2003                        |
| Ciad                                                                                 | Președinte al Republicii                                                | Idriss Déby Itno                                                                                              | 2 decembrie 1990                      |
| Ciad                                                                                 | Prim-ministru                                                           | Emmanuel Nadingar                                                                                             | 5 martie 2010                         |
| Cipru · (vezi și : §2)                                                               | Președinte al Republicii                                                | Dimítris Christófias                                                                                          | 28 februarie 2008                     |
| Coasta de Fildeș                                                                     | Președinte al Republicii                                                | Alassane Ouattara ,                                                                                           | 4 decembrie 2010                      |
| Coasta de Fildeș                                                                     | Primi-miniștri (succesivi)                                              | Daniel Kablan Duncan                                                                                          | 21 noiembrie 2012                     |
| Coasta de Fildeș                                                                     | Primi-miniștri (succesivi)                                              | Jeannot Ahoussou-Kouadio                                                                                      | 13 martie 2012                        |
| Coasta de Fildeș                                                                     | Primi-miniștri (succesivi)                                              | Guillaume Soro ,                                                                                              | 4 aprilie 2007                        |
| Columbia · (vezi și : §13)                                                           | Președinte al Republicii                                                | Juan Manuel Santos                                                                                            | 7 august 2010                         |
| Comore                                                                               | Președinte al Uniunii                                                   | Ikililou Dhoinine                                                                                             | 26 decembrie 2011                     |
| Congo, Republica                                                                     | Președinte al Republicii                                                | Denis Sassou-Nguesso ,                                                                                        | 25 octombrie 1997                     |
| Congo, Republica Democrată                                                           | Președinte al Republicii                                                | Joseph Kabila ,                                                                                               | 17 ianuarie 2001                      |
| Congo, Republica Democrată                                                           | Prim-miniștri (succesivi)                                               | Augustin Matata Ponyo                                                                                         | 18 aprilie 2012                       |
| Congo, Republica Democrată                                                           | Prim-miniștri (succesivi)                                               | Adolphe Muzito                                                                                                | 10 octombrie 2008                     |
| Coreea, Republica                                                                    | Președințte al Republicii                                               | Lee Myung-bak                                                                                                 | 25 februarie 2008                     |
| Coreea, Republica                                                                    | Prim-ministru                                                           | Kim Hwang-sik                                                                                                 | 1 octobrie 2010                       |
| Coreeană, R.P.D.                                                                     | Lider suprem                                                            | Kim Jong-un ,                                                                                                 | 29 decembrie 2011                     |
| Coreeană, R.P.D.                                                                     | Secretar general etern al Partidului Muncii din Coreea                  | Kim Jong-il ,                                                                                                 | 11 aprilie 2012                       |
| Coreeană, R.P.D.                                                                     | Prim secretar al Partidului Muncii din Coreea                           | Kim Jong-un ,                                                                                                 | 11 aprilie 2012                       |
| Coreeană, R.P.D.                                                                     | Secretari generali ai Partidului Muncii din Coreea                      | funcție înlocuită                                                                                             | 11 aprilie 2012                       |
| Coreeană, R.P.D.                                                                     | Secretari generali ai Partidului Muncii din Coreea                      | funcție vacantă                                                                                               | 17 decembrie 2011                     |
| Coreeană, R.P.D.                                                                     | Președinte etern al Comisiei Apărării Naționale                         | Kim Jong-il .                                                                                                 | 12 aprilie 2012                       |
| Coreeană, R.P.D.                                                                     | Prim președinte al Comisiei Apărării Naționale                          | Kim Jong-un ,                                                                                                 | 13 aprilie 2012                       |
| Coreeană, R.P.D.                                                                     | Președinți ai Comisiei Apărării Naționale                               | funcție înlocuită                                                                                             | 12 aprilie 2012                       |
| Coreeană, R.P.D.                                                                     | Președinți ai Comisiei Apărării Naționale                               | funcție vacantă                                                                                               | 17 decembrie 2011                     |
| Coreeană, R.P.D.                                                                     | Președinte etern                                                        | Kim Ir-sen | 5 septembrie 1998                     |
| Coreeană, R.P.D.                                                                     | Președinte al Prezidiului Adunării Populare Supreme                     | Kim Yong-nam                                                                                                  | 5 septembrie 1998                     |
| Coreeană, R.P.D.                                                                     | Premier al Cabinetului                                                  | Choe Yong-rim                                                                                                 | 7 iunie 2010                          |
| Costa Rica                                                                           | Președintă al Republicii                                                | Laura Chinchilla                                                                                              | 8 mai 2010                            |
| Croația                                                                              | Președinte al Republicii                                                | Ivo Josipovic                                                                                                 | 18 februarie 2010                     |
| Croația                                                                              | Prim-ministru (președinte al Guvernului)                                | Zoran Milanović                                                                                               | 23 decembrie 2011                     |
| Cuba                                                                                 | Prim secretar al Partidului Comunist Cubanez                            | Raul Castro ,                                                                                                 | 31 iulie 2006                         |
| Cuba                                                                                 | Președinte al Consiliului de Stat                                       | Raúl Castro ,                                                                                                 | 31 iulie 2006                         |
| Cuba                                                                                 | Președinte al Consiliului de Miniștri                                   | Raúl Castro ,                                                                                                 | 31 iulie 2006                         |
| Danemarca · (vezi și : §13)                                                          | Regină                                                                  | Margareta a II-a                                                                                              | 14 ianuarie 1972                      |
| Danemarca · (vezi și : §13)                                                          | Prim-ministru (ministru de stat)                                        | Helle Thorning-Schmidt                                                                                        | 2 octombrie 2011                      |
| Djibouti                                                                             | Președinte al Republicii                                                | Ismail Omar Guelleh                                                                                           | 8 mai 1999                            |
| Djibouti                                                                             | Prim-ministru                                                           | Dileita Mohamed Dileita                                                                                       | 4 martie 2001                         |
| Dominica                                                                             | Președinți ai Commonwealth-ului (succesivi)                             | Eliud Williams                                                                                                | 17 septembrie 2012                    |
| Dominica                                                                             | Președinți ai Commonwealth-ului (succesivi)                             | Nicholas Liverpool                                                                                            | 2 octombrie 2003                      |
| Dominica                                                                             | Prim-ministru                                                           | Roosevelt Skerrit                                                                                             | 8 ianuarie 2004                       |
| Dominicană, Republica                                                                | Președinți ai Republicii (succesivi)                                    | Danilo Medina                                                                                                 | 16 august 2012                        |
| Dominicană, Republica                                                                | Președinți ai Republicii (succesivi)                                    | Leonel Fernández                                                                                              | 16 august 2004                        |
| Ecuador · (vezi și §13)                                                              | Președinte al constituțional al Republicii                              | Rafael Correa                                                                                                 | 15 ianuarie 2007                      |
| Egipt                                                                                | Sefi ai statului (succesivi)                                            | Mohamed Morsi (președinte al Republicii)                                                                      | 30 iunie 2012                         |
| Egipt                                                                                | Sefi ai statului (succesivi)                                            | Mohammed Hussein Tantawi (șeful Consiliuli Suprem al Forțelor Armate)                                         | 11 februarie 2011                     |
| Egipt                                                                                | Primi-miniștri (președinți al Consiliului de Miniștri) (succesivi)      | Hicham Qandil                                                                                                 | 2 august 2012                         |
| Egipt                                                                                | Primi-miniștri (președinți al Consiliului de Miniștri) (succesivi)      | Essam Abdel-Aziz Sharaf                                                                                       | 3 martie 2011                         |
| El Salvador                                                                          | Președinte al Republicii                                                | Mauricio Funes                                                                                                | 1 iunie 2009                          |
| Elveția                                                                              | Președinta Confederației                                                | Eveline Widmer-Schlumpf                                                                                       | 1 ianuarie 2012                       |
| Emiratele Arabe Unite                                                                | Președinte                                                              | șeic Khalifa bin Zayed Al Nahyan                                                                              | 3 noiembrie 2004                      |
| Emiratele Arabe Unite                                                                | Prim-ministru (președinte al Consiliului de Miniștri)                   | șeic Mohammed ben Rachid Al Maktoum                                                                           | 5 ianuarie 2006                       |
| Eritreea                                                                             | Președinte al Statului                                                  | Issayas Afewerki                                                                                              | 24 mai 1993                           |
| Estonia · (vezi și : §15)                                                            | Președinte al Republicii                                                | Toomas Hendrik Ilves                                                                                          | 9 octombrie 2006                      |
| Estonia · (vezi și : §15)                                                            | Prim-ministru (ministru șef)                                            | Andrus Ansip                                                                                                  | 13 aprilie 2005                       |
| Etiopia                                                                              | Președinți ai Republicii (succesivi)                                    | Girma Wolde-Giorgis                                                                                           | 8 octobrie 2001                       |
| Etiopia                                                                              | Președinți ai Republicii (succesivi)                                    | Meles Zenawi                                                                                                  | 23 august 1995                        |
| Etiopia                                                                              | Prim-miniștri (succesivi)                                               | Haile Mariam Dessalegn                                                                                        | 20 august 2012                        |
| Etiopia                                                                              | Prim-miniștri (succesivi)                                               | Meles Zenawi                                                                                                  | 23 august 1995                        |
| Fiji                                                                                 | Președinte al Republicii                                                | Epeli Nailatikau                                                                                              | 30 iulie 2009                         |
| Fiji                                                                                 | Prim-ministru                                                           | Frank Bainimarama (interimar)                                                                                 | 11 aprilie 2009                       |
| Filipine · (vezi și : §13)                                                           | Președinte al Republicii                                                | Benigno Aquino III                                                                                            | 30 iunie 2010                         |
| Finlanda · (vezi și : §13)                                                           | Președinți ai Republicii (succesivi)                                    | Sauli Niinistö                                                                                                | 1 martie 2012                         |
| Finlanda · (vezi și : §13)                                                           | Președinți ai Republicii (succesivi)                                    | Tarja Halonen                                                                                                 | 1 martie 2000                         |
| Finlanda · (vezi și : §13)                                                           | Prim-ministru (ministru șef)                                            | Jyrki Katainen                                                                                                | 22 iunie 2011                         |
| Franța (vezi și : §8)                                                                | Președinți ai Republicii (succesivi)                                    | François Hollande                                                                                             | 15 mai 2012                           |
| Franța (vezi și : §8)                                                                | Președinți ai Republicii (succesivi)                                    | Nicolas Sarkozy                                                                                               | 16 mai 2007                           |
| Franța (vezi și : §8)                                                                | Prim-miniștri (succesivi)                                               | Jean-Marc Ayrault                                                                                             | 15 mai 2012                           |
| Franța (vezi și : §8)                                                                | Prim-miniștri (succesivi)                                               | François Fillon                                                                                               | 17 mai 2007                           |
| Gabon                                                                                | Președinte al Republicii                                                | Ali Bongo Ondimba                                                                                             | 16 octombrie 2009                     |
| Gabon                                                                                | Prim-miniștri (succesivi)                                               | Raymond Ndong Sima                                                                                            | 27 februarie 2012                     |
| Gabon                                                                                | Prim-miniștri (succesivi)                                               | Paul Biyoghe Mba                                                                                              | 17 iulie 2009                         |
| Gambia                                                                               | Președinte al Republicii                                                | Yahya Jammeh                                                                                                  | 22 iulie 1994                         |
| Georgia · (vezi și : §2, §13 și §15)                                                 | Președinte                                                              | Miheil Saakașvili                                                                                             | 20 ianuarie 2008                      |
| Georgia · (vezi și : §2, §13 și §15)                                                 | Prim-miniștri (succesivi)                                               | Bidzina Ivanichvili                                                                                           | 25 octombrie 2012                     |
| Georgia · (vezi și : §2, §13 și §15)                                                 | Prim-miniștri (succesivi)                                               | Vano Merabishvili                                                                                             | 12 iulie 2012                         |
| Georgia · (vezi și : §2, §13 și §15)                                                 | Prim-miniștri (succesivi)                                               | Nika Gilauri                                                                                                  | 6 februarie 2009                      |
| Germania                                                                             | Președinți federal (succesivi)                                          | Joachim Gauck                                                                                                 | 18 martie 2012                        |
| Germania                                                                             | Președinți federal (succesivi)                                          | Horst Seehofer (interimar)                                                                                    | 17 februarie 2012                     |
| Germania                                                                             | Președinți federal (succesivi)                                          | Christian Wulff                                                                                               | 30 iunie 2010                         |
| Germania                                                                             | Cancelară federală                                                      | Angela Merkel                                                                                                 | 22 noiembrie 2005                     |
| Ghana                                                                                | Președinți ai Republicii (succesivi)                                    | John Dramani Mahama                                                                                           | 24 iulie 2012                         |
| Ghana                                                                                | Președinți ai Republicii (succesivi)                                    | John Atta-Mills                                                                                               | 7 ianuarie 2009                       |
| Grecia · (vezi și : §13)                                                             | Președinte al Republicii                                                | Karolos Papoulias                                                                                             | 12 martie 2005                        |
| Grecia · (vezi și : §13)                                                             | Prim-miniștri (succesivi)                                               | Antonis Samaras                                                                                               | 20 iunie 2012                         |
| Grecia · (vezi și : §13)                                                             | Prim-miniștri (succesivi)                                               | Panagiótis Pikramménos (de tranziție)                                                                         | 16 mai 2012                           |
| Grecia · (vezi și : §13)                                                             | Prim-miniștri (succesivi)                                               | Loukás Papadímos                                                                                              | 11 novembrie 2011                     |
| Grenada · (vezi și : §13)                                                            | Regină                                                                  | Elisabeta a II-a                                                                                              | 7 februarie 1974                      |
| Grenada · (vezi și : §13)                                                            | Guvernator general                                                      | sir Carlyle Glean                                                                                             | 27 noiembrie 2008                     |
| Grenada · (vezi și : §13)                                                            | Prim-ministru                                                           | Tillman Thomas                                                                                                | 9 iulie 2008                          |
| Guatemala                                                                            | Președinți ai Republicii (succesivi)                                    | Otto Pérez Molina                                                                                             | 14 ianuarie 2012                      |
| Guatemala                                                                            | Președinți ai Republicii (succesivi)                                    | Álvaro Colom                                                                                                  | 14 ianuarie 2008                      |
| Guineea                                                                              | Președinte al Republicii                                                | Alpha Condé                                                                                                   | 21 decembrie 2010                     |
| Guineea                                                                              | Prim-ministru                                                           | Mohamed Saïd Fofana                                                                                           | 24 decembrie 2010                     |
| Guineea-Bissau                                                                       | Șefi de stat (succesivi)                                                | Manuel Serifo Nhamadjo (președinte de tranziție)                                                              | 11 mai 2012                           |
| Guineea-Bissau                                                                       | Șefi de stat (succesivi)                                                | Mamadu Ture Kuruma (președintele Consiliului Comandamentului Militaral)                                       | 20 aprilie 2012                       |
| Guineea-Bissau                                                                       | Șefi de stat (succesivi)                                                | Manuel Serifo Nhamadjo (președinte interimar)                                                                 | 19 aprilie 2012                       |
| Guineea-Bissau                                                                       | Șefi de stat (succesivi)                                                | Mamadu Ture Kuruma (președintele Consiliului Comandamentului Militaral)                                       | 12 aprilie 2012                       |
| Guineea-Bissau                                                                       | Șefi de stat (succesivi)                                                | Raimundo Pereira (președinte interimar)                                                                       | 9 ianuarie 2012                       |
| Guineea-Bissau                                                                       | Șefi de stat (succesivi)                                                | Malam Bacai Sanhá (președintele Republicii)                                                                   | 8 septembrie 2009                     |
| Guineea-Bissau                                                                       | Prim-miniștri (succesivi)                                               | Rui Duarte de Barros (de transiție)                                                                           | 16 mai 2012                           |
| Guineea-Bissau                                                                       | Prim-miniștri (succesivi)                                               | funcție vacantă                                                                                               | 12 aprilie 2012                       |
| Guineea-Bissau                                                                       | Prim-miniștri (succesivi)                                               | Adiato Djaló Nandigna (interimar)                                                                             | 10 februarie 2012                     |
| Guineea-Bissau                                                                       | Prim-miniștri (succesivi)                                               | Carlos Domingos Gomes Júnior                                                                                  | 2 ianuarie 2009                       |
| Guineea Ecuatorială                                                                  | Președinte al Republicii                                                | Teodoro Obiang Nguema Mbasogo,                                                                                | 3 august 1979                         |
| Guineea Ecuatorială                                                                  | Prim-miniștri (succesivi)                                               | Vicente Ehate Tomi                                                                                            | 18 mai 2012                           |
| Guineea Ecuatorială                                                                  | Prim-miniștri (succesivi)                                               | Ignacio Milam Tang                                                                                            | 8 iulie 2008                          |
| Guyana                                                                               | Președinte al Republicii                                                | Donald Ramotar                                                                                                | 3 decembrie 2011                      |
| Guyana                                                                               | Prim-ministru                                                           | Sam Hinds | 11 august 1999                        |
| Haiti                                                                                | Președinte al Republicii                                                | Michel Martelly                                                                                               | 14 mai 2011                           |
| Haiti                                                                                | Prim-miniștri (succesivi)                                               | Laurent Lamothe                                                                                               | 16 mai 2012                           |
| Haiti                                                                                | Prim-miniștri (succesivi)                                               | Garry Conille                                                                                                 | 18 octombrie 2011                     |
| Honduras                                                                             | Președinte al Republicii                                                | Porfirio Lobo Sosa                                                                                            | 27 ianuarie 2010                      |
| India · (vezi și : §2)                                                               | Președinți ai Republicii (succesivi)                                    | Pranab Mukherjee                                                                                              | 25 iulie 2012                         |
| India · (vezi și : §2)                                                               | Președinți ai Republicii (succesivi)                                    | Pratibha Patil                                                                                                | 25 iulie 2007                         |
| India · (vezi și : §2)                                                               | Prim-ministru                                                           | Manmohan Singh                                                                                                | 22 mai 2004                           |
| Indonezia · (vezi și : §15)                                                          | Președinte al Republicii                                                | Susilo Bambang Yudhoyono                                                                                      | 20 octombrie 2004                     |
| Iordania                                                                             | Rege                                                                    | Abdullah al II-lea                                                                                            | 7 februarie 1999                      |
| Iordania                                                                             | Prim-miniștri (miniștri președinți) (succesivi)                         | Abdullah Ensour                                                                                               | 11 octombrie 2012                     |
| Iordania                                                                             | Prim-miniștri (miniștri președinți) (succesivi)                         | Fayez al-Tarawneh                                                                                             | 2 mai 2012                            |
| Iordania                                                                             | Prim-miniștri (miniștri președinți) (succesivi)                         | Awn Shawkat al-Khasawneh                                                                                      | 24 octombrie 2011                     |
| Irak · (vezi și : §13)                                                               | Președinte al Republicii                                                | Jalal Talabani                                                                                                | 7 aprilie 2005                        |
| Irak · (vezi și : §13)                                                               | Prim-ministru (ministru președinte)                                     | Nouri al-Maliki                                                                                               | 20 mai 2006                           |
| Iran                                                                                 | Lider suprem                                                            | ayatollah Ali Khamenei                                                                                        | 4 iunie 1989                          |
| Iran                                                                                 | Președinte al Republicii                                                | Mahmoud Ahmadinejad                                                                                           | 3 august 2005                         |
| Irlanda                                                                              | Președinte                                                              | Michael D. Higgins                                                                                            | 11 noiembrie 2011                     |
| Irlanda                                                                              | Prim-ministru (Taoiseach)                                               | Enda Kenny | 9 martie 2011                         |
| Islanda                                                                              | Președinte                                                              | Ólafur Ragnar Grímsson                                                                                        | 1 august 1996                         |
| Islanda                                                                              | Prim-ministru (ministru președintǎ)                                     | Johanna Sigurdardottir                                                                                        | 1 februarie 2009                      |
| Israel · (vezi și : §2)                                                              | Președinte al Statului                                                  | Shimon Peres                                                                                                  | 15 iulie 2007                         |
| Israel · (vezi și : §2)                                                              | Prim-ministru (șef al guvernului)                                       | Beniamin Netaniahu                                                                                            | 31 martie 2009                        |
| Italia                                                                               | Președinte al Republicii                                                | Giorgio Napolitano                                                                                            | 15 mai 2006                           |
| Italia                                                                               | Președinte al Consiliului de Miniștri                                   | Mario Monti                                                                                                   | 16 noiembrie 2011                     |
| Jamaica                                                                              | Regină                                                                  | Elisabeta a II-a                                                                                              | 6 august 1962                         |
| Jamaica                                                                              | Guvernator general                                                      | sir Patrick Allen                                                                                             | 26 februarie 2009                     |
| Jamaica                                                                              | Prim-miniștri (succesivi)                                               | Portia Simpson-Miller                                                                                         | 5 ianuarie 2012                       |
| Jamaica                                                                              | Prim-miniștri (succesivi)                                               | Andrew Holness                                                                                                | 23 octombrie 2011                     |
| Japonia                                                                              | Împărat                                                                 | Akihito | 7 ianuarie 1989                       |
| Japonia                                                                              | Primi-miniștri (succesivi)                                              | Shinzō Abe ,                                                                                                  | 26 decembrie 2012                     |
| Japonia                                                                              | Primi-miniștri (succesivi)                                              | Yoshihiko Noda                                                                                                | 3 august 2011                         |
| Kazahstan                                                                            | Președinte al Republicii                                                | Nursultan Nazarbaev                                                                                           | 24 aprilie 1990                       |
| Kazahstan                                                                            | Prim-miniștri (succesivi)                                               | Serik Akhmetov                                                                                                | 24 septembrie 2012                    |
| Kazahstan                                                                            | Prim-miniștri (succesivi)                                               | Karim Massimov                                                                                                | 10 ianuarie 2007                      |
| Kârgâzstan                                                                           | Președinte al Republicii                                                | Almazbek Atambaïev                                                                                            | 30 octombrie 2011                     |
| Kârgâzstan                                                                           | Prim-miniștri (succesivi)                                               | Zhantoro Satybaldiyev                                                                                         | 5 septembrie 2012                     |
| Kârgâzstan                                                                           | Prim-miniștri (succesivi)                                               | Aaly Karashev (interimar)                                                                                     | 1 septembrie 2012                     |
| Kârgâzstan                                                                           | Prim-miniștri (succesivi)                                               | Omurbek Babanov ,                                                                                             | 1 decembrie 2011                      |
| Kenya                                                                                | Președinte al Republicii                                                | Mwai Kibaki                                                                                                   | 30 decembrie 2002                     |
| Kenya                                                                                | Prim-ministru                                                           | Raila Odinga                                                                                                  | 17 aprilie 2008                       |
| Kiribati                                                                             | Președinte                                                              | Anote Tong | 10 iulie 2003                         |
| Kuweit                                                                               | Emir                                                                    | șeic Sabah Al-Ahmad Al-Jaber Al-Sabah ,                                                                       | 24 ianuarie 2006                      |
| Kuweit                                                                               | Prim-ministru (ministru președinte)                                     | șeic Jaber Al-Mubarak Al-Hamad Al-Sabah                                                                       | 4 decembrie 2011                      |
| Laos                                                                                 | Secretar general al Partidului Popular Revoluționar Laoțian             | Choummaly Sayasone                                                                                            | 21 martie 2006                        |
| Laos                                                                                 | Președinte al Republicii                                                | Choummaly Sayasone                                                                                            | 8 iunie 2006                          |
| Laos                                                                                 | Prim-ministru                                                           | Thongsing Thammavong                                                                                          | 23 decembrie 2010                     |
| Lesotho                                                                              | Rege (Marena)                                                           | Letsie al III-lea                                                                                             | 7 februarie 1996                      |
| Lesotho                                                                              | Prim-miniștri (Tona-Kholo) (succesivi)                                  | Tom Thabane                                                                                                   | 8 iunie 2012                          |
| Lesotho                                                                              | Prim-miniștri (Tona-Kholo) (succesivi)                                  | Pakalitha Mosisili                                                                                            | 23 mai 1998                           |
| Letonia                                                                              | Președinte al Republicii                                                | Andris Bērziņš                                                                                                | 8 iulie 2011                          |
| Letonia                                                                              | Prim-ministru (ministru președinte)                                     | Valdis Dombrovskis                                                                                            | 12 martie 2009                        |
| Liban                                                                                | Președinte al Republicii                                                | Michel Sleiman                                                                                                | 25 mai 2008                           |
| Liban                                                                                | Președinte al Consiliului de Miniștri                                   | Najib Mikati                                                                                                  | 13 iunie 2011                         |
| Liberia                                                                              | Președintă al Republicii                                                | Ellen Johnson Sirleaf                                                                                         | 16 ianuarie 2006                      |
| Libia · (vezi și : §15)                                                              | Sefi de stat (succesivi)                                                | Mohamed Youssef al-Magariaf (președintele Consiliului Național General)                                       | 9 august 2012                         |
| Libia · (vezi și : §15)                                                              | Sefi de stat (succesivi)                                                | Muhammad Ali Salim (președinte interimar al Congresului Național General)                                     | 8 august 2012                         |
| Libia · (vezi și : §15)                                                              | Sefi de stat (succesivi)                                                | Moustafa Abdel Jalil , (președintele Consiliului Național de Tranziție)                                       | 5 martie 2011                         |
| Libia · (vezi și : §15)                                                              | Prim-miniștri (miniștri președinți) (succesivi)                         | Ali Zeidan | 31 octombrie 2012                     |
| Libia · (vezi și : §15)                                                              | Prim-miniștri (miniștri președinți) (succesivi)                         | Abdel Rahim Al-Keib (interimar)                                                                               | 24 noiembrie 2011                     |
| Liechtenstein                                                                        | Prinți suverani                                                         | Alois (regent)                                                                                                | 15 august 2004                        |
| Liechtenstein                                                                        | Prinți suverani                                                         | Hans Adam al II-lea . (prinț suveran)                                                                         | 13 noiembrie 1989                     |
| Liechtenstein                                                                        | Șef al guvernului                                                       | Klaus Tschütscher                                                                                             | 25 martie 2009                        |
| Lituania                                                                             | Președintă a Republicii                                                 | Dalia Grybauskaitė                                                                                            | 12 iulie 2009                         |
| Lituania                                                                             | Prim-miniștri (miniștri președinți) (succesivi)                         | Algirdas Butkevičius                                                                                          | 12 decembrie 2012                     |
| Lituania                                                                             | Prim-miniștri (miniștri președinți) (succesivi)                         | Andrius Kubilius                                                                                              | 27 noiembrie 2008                     |
| Luxemburg                                                                            | Mare Duce                                                               | Henric | 7 octombrie 2000                      |
| Luxemburg                                                                            | Prim-ministru                                                           | Jean-Claude Juncker                                                                                           | 1 ianuarie 1995                       |
| Macedonia                                                                            | Președinte al Republicii                                                | Gjorge Ivanov                                                                                                 | 12 mai 2009                           |
| Macedonia                                                                            | Prim-ministru (președinte al guvernului)                                | Nikola Gruevski                                                                                               | 27 august 2006                        |
| Madagascar                                                                           | Președinte al Înaltei Autorități de Tranziție                           | Andry Rajoelina                                                                                               | 17 martie 2009                        |
| Madagascar                                                                           | Prim-ministru                                                           | Omer Beriziky (de tranziție)                                                                                  | 2 noiembrie 2011                      |
| Malaezia                                                                             | Șef de stat (Yang di-Pertuan Agong)                                     | Abdul Halim Muadzam Shah                                                                                      | 13 decembrie 2011                     |
| Malaezia                                                                             | Prim-ministru                                                           | datuk seri Najib Tun Razak                                                                                    | 3 aprilie 2009                        |
| Malawi                                                                               | Președinți ai Republicii (succesivi)                                    | Joyce Banda                                                                                                   | 7 aprile 2012                         |
| Malawi                                                                               | Președinți ai Republicii (succesivi)                                    | funcție vacantă                                                                                               | 5 aprilie 2012                        |
| Malawi                                                                               | Președinți ai Republicii (succesivi)                                    | Bingu wa Mutharika                                                                                            | 24 mai 2004                           |
| Maldive                                                                              | Președinți ai Republicii (succesivi)                                    | Mohammed Waheed Hassan                                                                                        | 7 februarie 2012                      |
| Maldive                                                                              | Președinți ai Republicii (succesivi)                                    | Mohamed Nasheed                                                                                               | 11 noiembrie 2008                     |
| Mali · (vezi și : §3)                                                                | Șefi de stat (succesivi)                                                | Dioncounda Traoré (interimar)                                                                                 | 12 aprilie 2012                       |
| Mali · (vezi și : §3)                                                                | Șefi de stat (succesivi)                                                | Amadou Haya Sanogo (președinte al Comitetului Național pentru Redresarea Democrației și Restaurarea Statului) | 22 martie 2012                        |
| Mali · (vezi și : §3)                                                                | Șefi de stat (succesivi)                                                | Amadou Toumani Touré (președintele Republicii)                                                                | 8 iunie 2002                          |
| Mali · (vezi și : §3)                                                                | Prim-miniștri (miniștri șefi) (succesivi)                               | Django Sissoko (interimar)                                                                                    | 11 decembrie 2012                     |
| Mali · (vezi și : §3)                                                                | Prim-miniștri (miniștri șefi) (succesivi)                               | Cheick Modibo Diarra (interimar)                                                                              | 17 aprilie 2012                       |
| Mali · (vezi și : §3)                                                                | Prim-miniștri (miniștri șefi) (succesivi)                               | funcție vacantă                                                                                               | 22 martie 2012                        |
| Mali · (vezi și : §3)                                                                | Prim-miniștri (miniștri șefi) (succesivi)                               | Cissé Mariam Kaïdama Sidibé                                                                                   | 3 aprilie 2011                        |
| Malta                                                                                | Președinte al Republicii                                                | George Abela                                                                                                  | 4 aprilie 2009                        |
| Malta                                                                                | Prim-ministru                                                           | Lawrence Gonzi                                                                                                | 12 aprilie 2003                       |
| Maroc · (vezi și : §2)                                                               | Rege                                                                    | Mohammed al VI-lea                                                                                            | 23 iulie 1999                         |
| Maroc · (vezi și : §2)                                                               | Șef al guvernului                                                       | Abdelilah Benkirane                                                                                           | 29 noiembrie 2011                     |
| Marshall, Insulele                                                                   | Președinți ai Republicii (succesivi)                                    | Christopher Loeak                                                                                             | 10 ianuarie 2012                      |
| Marshall, Insulele                                                                   | Președinți ai Republicii (succesivi)                                    | Jurelang Zedkaia                                                                                              | 2 noiembrie 2009                      |
| Mauritania                                                                           | Președinți ai Republicii                                                | Moulaye Ould Mohamed Laghdhaf (interimar)                                                                     | 14 octombrie 2012 - 24 noiembrie 2012 |
| Mauritania                                                                           | Președinți ai Republicii                                                | Mohamed Ould Abdel Aziz ,                                                                                     | 5 august 2009                         |
| Mauritania                                                                           | Prim-ministru                                                           | Moulaye Ould Mohamed Laghdhaf                                                                                 | 14 august 2008                        |
| Mauritius · (vezi și : §13)                                                          | Președinti ai Republicii (succesivi)                                    | Rajkeswur Purryag                                                                                             | 21 iulie 2012                         |
| Mauritius · (vezi și : §13)                                                          | Președinti ai Republicii (succesivi)                                    | Monique Ohsan Bellepeau (interimară}                                                                          | 31 martie 2012                        |
| Mauritius · (vezi și : §13)                                                          | Președinti ai Republicii (succesivi)                                    | Anerood Jugnauth ,                                                                                            | 7 octombrie 2003                      |
| Mauritius · (vezi și : §13)                                                          | Prim-ministru                                                           | Navin Ramgoolam                                                                                               | 5 iulie 2005                          |
| Mexic                                                                                | Președinți ai Statelor Unite Mexicane (succesivi)                       | Enrique Peña Nieto                                                                                            | 1 decembrie 2012                      |
| Mexic                                                                                | Președinți ai Statelor Unite Mexicane (succesivi)                       | Felipe Calderón                                                                                               | 1 decembrie 2006                      |
| Micronezia                                                                           | Președinte al Republicii (și șef al Guvernului)                         | Manny Mori | 11 mai 2007                           |
| Moldova, Republica (vezi și: §3 și §13)                                              | Președinți ai Republicii (succesivi)                                    | Nicolae Timofti                                                                                               | 23 martie 2012                        |
| Moldova, Republica (vezi și: §3 și §13)                                              | Președinți ai Republicii (succesivi)                                    | Marian Lupu (interimar)                                                                                       | 30 decembrie 2010                     |
| Moldova, Republica (vezi și: §3 și §13)                                              | Prim-ministru                                                           | Vladimir Filat                                                                                                | 25 septembrie 2009                    |
| Monaco                                                                               | Prinț suveran                                                           | Albert al II-lea                                                                                              | 6 aprilie 2005                        |
| Monaco                                                                               | Ministru de stat (prim ministru)                                        | Michel Roger                                                                                                  | 29 martie 2010                        |
| Mongolia                                                                             | Președinte                                                              | Tsakhiagiyn Elbegdorj                                                                                         | 18 iunie 2009                         |
| Mongolia                                                                             | Prim-ministri (succesivi)                                               | Norovyn Altankhuyag                                                                                           | 10 august 2012                        |
| Mongolia                                                                             | Prim-ministri (succesivi)                                               | Sükhbaataryn Batbold                                                                                          | 29 octombrie 2009                     |
| Mozambic                                                                             | Președinte al Republicii                                                | Armando Guebuza                                                                                               | 2 februarie 2005                      |
| Mozambic                                                                             | Prim-miniștri (succesivi)                                               | Alberto Vaquina                                                                                               | 8 octombrie 2012                      |
| Mozambic                                                                             | Prim-miniștri (succesivi)                                               | Aires Ali | 16 ianuarie 2010                      |
| Muntenegru                                                                           | Președinte                                                              | Filip Vujanović ,                                                                                             | 22 mai 2003                           |
| Muntenegru                                                                           | Prim-miniștri (premieri) (succesivi)                                    | Milo Đukanović                                                                                                | 4 decembrie 2012                      |
| Muntenegru                                                                           | Prim-miniștri (premieri) (succesivi)                                    | Igor Lukšić                                                                                                   | 29 decembrie 2010                     |
| Namibia                                                                              | Președinte al Republicii                                                | Hifikepunye Pohamba                                                                                           | 21 martie 2005                        |
| Namibia                                                                              | Prim-miniștri (succesivi)                                               | Hage Geingob                                                                                                  | 4 decembrie 2012                      |
| Namibia                                                                              | Prim-miniștri (succesivi)                                               | Nahas Angula                                                                                                  | 21 martie 2005                        |
| Nauru                                                                                | Președinte al Republicii                                                | Sprent Dabwido                                                                                                | 15 noiembrie 2011                     |
| Nepal                                                                                | Președinte                                                              | Ram Baran Yadav                                                                                               | 23 iulie 2008                         |
| Nepal                                                                                | Prim-ministru                                                           | Baburam Bhattarai                                                                                             | 28 august 2011                        |
| Nicaragua                                                                            | Președinte al Republicii                                                | Daniel Ortega                                                                                                 | 10 ianuarie 2007                      |
| Niger                                                                                | Președinte                                                              | Mahamadou Issoufou                                                                                            | 7 aprilie 2011                        |
| Niger                                                                                | Prim-ministru                                                           | Brigi Rafini                                                                                                  | 7 aprilie 2011                        |
| Nigeria                                                                              | Președinte al Republicii                                                | Goodluck Jonathan                                                                                             | 9 februarie 2010                      |
| Norvegia · (vezi și : §9)                                                            | Rege                                                                    | Harald al V-lea ,                                                                                             | 17 ianuarie 1991                      |
| Norvegia · (vezi și : §9)                                                            | Prim-ministru (ministru de stat)                                        | Jens Stoltenberg                                                                                              | 17 octombrie 2005                     |
| Noua Zeelandă · (vezi și : §11)                                                      | Regină                                                                  | Elisabeta a II-a                                                                                              | 6 februarie 1952                      |
| Noua Zeelandă · (vezi și : §11)                                                      | Guvernator general                                                      | sir Jerry Mateparae                                                                                           | 31 august 2011                        |
| Noua Zeelandă · (vezi și : §11)                                                      | Prim-ministru                                                           | John Key | 19 noiembrie 2008                     |
| Oman                                                                                 | Sultan                                                                  | Qaboos bin Said Al Said                                                                                       | 23 iulie 1970                         |
| Oman                                                                                 | Prim-ministru                                                           | Qaboos bin Said Al Said                                                                                       | 2 ianuarie 1972                       |
| Pakistan · (vezi și : §2, §4 și §13)                                                 | Președinte ai Republicii                                                | Asif Ali Zardari                                                                                              | 9 septembrie 2008                     |
| Pakistan · (vezi și : §2, §4 și §13)                                                 | Prim-miniștri (mari viziri) (succesivi)                                 | Raja Pervez Ashraf                                                                                            | 22 iunie 2012                         |
| Pakistan · (vezi și : §2, §4 și §13)                                                 | Prim-miniștri (mari viziri) (succesivi)                                 | funcție vacantă                                                                                               | 19 iunie 2012                         |
| Pakistan · (vezi și : §2, §4 și §13)                                                 | Prim-miniștri (mari viziri) (succesivi)                                 | Youssouf Raza Gilani                                                                                          | 25 martie 2008                        |
| Palau                                                                                | Președinte al Republicii                                                | Johnson Toribiong                                                                                             | 15 ianuarie 2009                      |
| Panama                                                                               | Președinte al Republicii                                                | Ricardo Martinelli                                                                                            | 1 iulie 2009                          |
| Papua Noua Guinee · (vezi și : §13)                                                  | Regină                                                                  | Elisabeta a II-a                                                                                              | 16 septembrie 1975                    |
| Papua Noua Guinee · (vezi și : §13)                                                  | Guvernator general                                                      | sir Michael Ogio ,                                                                                            | 20 decembrie 2010                     |
| Papua Noua Guinee · (vezi și : §13)                                                  | Prim-miniștri (în concurență)                                           | sir Michael Somare , (corevendcator din 14 decembrie 2011 până în 3 august 2012)                              | 14 decembrie 2011 - 3 august 2012     |
| Papua Noua Guinee · (vezi și : §13)                                                  | Prim-miniștri (în concurență)                                           | Peter O’Neill , (corevendcator din 14 decembrie 2011 până în 3 august 2012)                                   | 2 august 2011                         |
| Paraguay                                                                             | Președinți al Republicii (succesivi)                                    | Federico Franco                                                                                               | 22 iunie 2012                         |
| Paraguay                                                                             | Președinți al Republicii (succesivi)                                    | Fernando Lugo                                                                                                 | 15 august 2008                        |
| Peru                                                                                 | Președinte al Republicii                                                | Ollanta Humala                                                                                                | 28 iulie 2011                         |
| Peru                                                                                 | Președinți ai Consiliului de Miniștri (succesivi)                       | Juan Jiménez                                                                                                  | 23 iulie 2012                         |
| Peru                                                                                 | Președinți ai Consiliului de Miniștri (succesivi)                       | Oscar Valdés                                                                                                  | 11 decembrie 2011                     |
| Polonia                                                                              | Președinte al Republicii                                                | Bronisław Komorowski                                                                                          | 6 august 2010                         |
| Polonia                                                                              | Prim-ministru (președinte al Consiliului de Miniștri)                   | Donald Tusk                                                                                                   | 16 noiembrie 2007                     |
| Portugalia · (vezi și : §13)                                                         | Președinte al Republicii                                                | Aníbal Cavaco Silva                                                                                           | 9 martie 2006                         |
| Portugalia · (vezi și : §13)                                                         | Prim-ministru                                                           | Pedro Passos Coelho                                                                                           | 21 iunie 2011                         |
| Qatar                                                                                | Emir                                                                    | șeic Hamad bin Khalifa Al Thani                                                                               | 27 iunie 1995                         |
| Qatar                                                                                | Prim-ministru (ministru președinte)                                     | șeic Hamad bin Jassim bin Jaber Al Thani                                                                      | 3 aprilie 2007                        |
| Regatul Unit (vezi și : §6)                                                          | Regină                                                                  | Elisabeta a II-a                                                                                              | 6 februarie 1952                      |
| Regatul Unit (vezi și : §6)                                                          | Prim-ministru                                                           | David Cameron                                                                                                 | 11 mai 2010                           |
| România                                                                              | Președinți                                                              | Crin Antonescu (nterimar)                                                                                     | 10 iulie 2012 - 27 august 2012        |
| România                                                                              | Președinți                                                              | Traian Băsescu ,                                                                                              | 20 decembrie 2004                     |
| România                                                                              | Prim-miniștri (succesivi)                                               | Victor Ponta                                                                                                  | 7 mai 2012                            |
| România                                                                              | Prim-miniștri (succesivi)                                               | Mihai Răzvan Ungureanu                                                                                        | 9 februarie 2012                      |
| România                                                                              | Prim-miniștri (succesivi)                                               | Cătălin Predoiu (interimar)                                                                                   | 6 februarie 2012                      |
| România                                                                              | Prim-miniștri (succesivi)                                               | Emil Boc | 22 decembrie 2008                     |
| Rusia · (vezi și : §15)                                                              | Președinți ai Federației (succesivi)                                    | Vladimir Putin                                                                                                | 7 mai 2012                            |
| Rusia · (vezi și : §15)                                                              | Președinți ai Federației (succesivi)                                    | Dmitri Medvedev                                                                                               | 7 mai 2008                            |
| Rusia · (vezi și : §15)                                                              | Prim-miniștri (președinți ai Guvernului) (succesivi)                    | Dmitri Medvedev                                                                                               | 8 mai 2012                            |
| Rusia · (vezi și : §15)                                                              | Prim-miniștri (președinți ai Guvernului) (succesivi)                    | Viktor Zubkov (interimar)                                                                                     | 7 mai 2012                            |
| Rusia · (vezi și : §15)                                                              | Prim-miniștri (președinți ai Guvernului) (succesivi)                    | Vladimir Putin                                                                                                | 8 mai 2008                            |
| Rwanda                                                                               | Președinte al Republicii                                                | Paul Kagame                                                                                                   | 24 martie 2000                        |
| Rwanda                                                                               | Prim-ministru                                                           | Pierre-Damien Habumuremyi                                                                                     | 7 octobrie 2011                       |
| Samoa                                                                                | Șef al statului (O le Ao o le Malo)                                     | tuimaleali'ifano Tupua Tamasese Tupuola Tufuga Efi                                                            | 20 iunie 2007                         |
| Samoa                                                                                | Prim-ministru (Palemia o le Malo)                                       | Tuilaepa Sailele Malielegaoi                                                                                  | 23 noiembrie 1998                     |
| San Marino                                                                           | Căpitani regenți (succesivi)                                            | Teodoro Lonfernini și Denise Bronzetti                                                                        | 1 octobrie 2012                       |
| San Marino                                                                           | Căpitani regenți (succesivi)                                            | Italo Righi și Maurizio Rattini                                                                               | 1 aprilie 2012                        |
| San Marino                                                                           | Căpitani regenți (succesivi)                                            | Gabriele Gatti și Matteo Fiorini                                                                              | 1 octobrie 2011                       |
| São Tomé și Príncipe · (vezi și : §13)                                               | Președinte al Republicii                                                | Manuel Pinto da Costa                                                                                         | 3 septembrie 2011                     |
| São Tomé și Príncipe · (vezi și : §13)                                               | Prim-miniștri (succesivi)                                               | Gabriel Costa                                                                                                 | 12 decembrie 2012                     |
| São Tomé și Príncipe · (vezi și : §13)                                               | Prim-miniștri (succesivi)                                               | Patrice Trovoada ,                                                                                            | 14 august 2010                        |
| Senegal                                                                              | Președinți ai Republicii (succesivi)                                    | Macky Sall | 2 aprilie 2012                        |
| Senegal                                                                              | Președinți ai Republicii (succesivi)                                    | Abdoulaye Wade                                                                                                | 1 aprile 2000                         |
| Senegal                                                                              | Prim-miniștri (succesivi)                                               | Abdoul Mbaye                                                                                                  | 5 aprilie 2012                        |
| Senegal                                                                              | Prim-miniștri (succesivi)                                               | Souleymane Ndéné Ndiaye                                                                                       | 30 aprile 2009                        |
| Serbia · (vezi și : §2 și §15)                                                       | Președinți ai Republicii (succesivi)                                    | Tomislav Nikolić                                                                                              | 31 mai 2012                           |
| Serbia · (vezi și : §2 și §15)                                                       | Președinți ai Republicii (succesivi)                                    | Zaharije Trnavčević (interimar)                                                                               | 31 mai 2012                           |
| Serbia · (vezi și : §2 și §15)                                                       | Președinți ai Republicii (succesivi)                                    | Slavica Đukić Dejanović (interimară)                                                                          | 5 aprilie 2012                        |
| Serbia · (vezi și : §2 și §15)                                                       | Președinți ai Republicii (succesivi)                                    | Boris Tadić                                                                                                   | 11 iulie 2004                         |
| Serbia · (vezi și : §2 și §15)                                                       | Prim-miniștri (președinți ai Guvernului) (succesivi)                    | Ivica Dačić                                                                                                   | 27 iulie 2012                         |
| Serbia · (vezi și : §2 și §15)                                                       | Prim-miniștri (președinți ai Guvernului) (succesivi)                    | Mirko Cvetković                                                                                               | 7 iulie 2008                          |
| Seychelles                                                                           | Președinte al Republicii                                                | James Michel                                                                                                  | 14 aprilie 2004                       |
| Sfânta Lucia · (Saint Lucia)                                                         | Regină                                                                  | Elisabeta a II-a                                                                                              | 22 februarie 1979                     |
| Sfânta Lucia · (Saint Lucia)                                                         | Guvernatoare generală                                                   | dame Pearlette Louisy                                                                                         | 17 septembre 1997                     |
| Sfânta Lucia · (Saint Lucia)                                                         | Prim-ministru                                                           | Kenny Anthony                                                                                                 | 30 noiembrie 2011                     |
| Sfântul Cristofor și Nevis · [Saint Kitts (Christopher) and Nevis] · (vezi și : §13) | Regină                                                                  | Elisabeta a II-a                                                                                              | 19 septembrie 1983                    |
| Sfântul Cristofor și Nevis · [Saint Kitts (Christopher) and Nevis] · (vezi și : §13) | Guvernator general                                                      | sir Cuthbert Sebastian                                                                                        | 1 ianuarie 1996                       |
| Sfântul Cristofor și Nevis · [Saint Kitts (Christopher) and Nevis] · (vezi și : §13) | Prim-ministru                                                           | Denzil Douglas                                                                                                | 6 iulie 1995                          |
| Sfântul Vincențiu și Grenadinele (Saint Vincent and the Grenadines)                  | Regină                                                                  | Elisabeta a II-a                                                                                              | 27 octombrie 1979                     |
| Sfântul Vincențiu și Grenadinele (Saint Vincent and the Grenadines)                  | Guvernator general                                                      | sir Frederick Ballantyne                                                                                      | 2 septembrie 2002                     |
| Sfântul Vincențiu și Grenadinele (Saint Vincent and the Grenadines)                  | Prim-ministru                                                           | Ralph Gonsalves                                                                                               | 29 martie 2001                        |
| Sierra Leone                                                                         | Președinte al Republicii                                                | Ernest Bai Koroma                                                                                             | 17 septembrie 2007                    |
| Singapore                                                                            | Președinte al Republicii                                                | Tony Tan Keng Yam                                                                                             | 1 septembrie 2011                     |
| Singapore                                                                            | Prim-ministru                                                           | Lee Hsien Loong                                                                                               | 12 august 2004                        |
| Siria · (vezi și : §15)                                                              | Președinte al Republicii                                                | Bashar al-Assad                                                                                               | 17 iulie 2000                         |
| Siria · (vezi și : §15)                                                              | Prim-miniștri (miniștri președinți) (succesivi)                         | Wael Al-Halqi                                                                                                 | 9 august 2012                         |
| Siria · (vezi și : §15)                                                              | Prim-miniștri (miniștri președinți) (succesivi)                         | Omar Ghalawanji (interimar)                                                                                   | 6 august 2012                         |
| Siria · (vezi și : §15)                                                              | Prim-miniștri (miniștri președinți) (succesivi)                         | Riad Hijab | 23 iunie 2012                         |
| Siria · (vezi și : §15)                                                              | Prim-miniștri (miniștri președinți) (succesivi)                         | Adel Safar | 3 aprilie 2011                        |
| Slovacia                                                                             | Președinte al Republicii                                                | Ivan Gašparovič                                                                                               | 15 iunie 2004                         |
| Slovacia                                                                             | Prim-miniștri (președinți ai Guvernului) (succesivi)                    | Robert Fico                                                                                                   | 4 aprilie 2012                        |
| Slovacia                                                                             | Prim-miniștri (președinți ai Guvernului) (succesivi)                    | Iveta Radičová                                                                                                | 8 iulie 2010                          |
| Slovenia                                                                             | Președinți ai Republicii (succesivi)                                    | Borut Pahor                                                                                                   | 22 decembrie 2012                     |
| Slovenia                                                                             | Președinți ai Republicii (succesivi)                                    | Danilo Türk                                                                                                   | 22 decembre 2007                      |
| Slovenia                                                                             | Prim-miniștri (președinți ai guvernului) (succesivi)                    | Janez Janša                                                                                                   | 10 februarie 2012                     |
| Slovenia                                                                             | Prim-miniștri (președinți ai guvernului) (succesivi)                    | Borut Pahor                                                                                                   | 21 novembrie 2008                     |
| \| Solomon, Insulele                                                                 | Regină                                                                  | Elisabeta a II-a                                                                                              | 7 iulie 1978                          |
| \| Solomon, Insulele                                                                 | Guvernator general                                                      | sir Frank Kabui                                                                                               | 7 iulie 2009                          |
| \| Solomon, Insulele                                                                 | Prim-ministru                                                           | Gordon Darcy Lilo                                                                                             | 16 noiembrie 2011                     |
| Somalia · (vezi și : §3, §13, și §15)                                                | Președinți ai Republicii federale (succesivi)                           | Hassan Sheikh Mohamud                                                                                         | 10 septembrie 2012                    |
| Somalia · (vezi și : §3, §13, și §15)                                                | Președinți ai Republicii federale (succesivi)                           | Mohamed Osman Jawari (interimar)                                                                              | 28 august 2012                        |
| Somalia · (vezi și : §3, §13, și §15)                                                | Președinți ai Republicii federale (succesivi)                           | Muse Hassan Sheikh Sayid Abdulle (interimar)                                                                  | 20 august 2012                        |
| Somalia · (vezi și : §3, §13, și §15)                                                | Președinți ai Republicii federale (succesivi)                           | Sharif Sheikh Ahmed                                                                                           | 31 ianuarie 2009                      |
| Somalia · (vezi și : §3, §13, și §15)                                                | Prim-miniștri (succesivi)                                               | Abdi Farah Shirdon                                                                                            | 17 octombrie 2012                     |
| Somalia · (vezi și : §3, §13, și §15)                                                | Prim-miniștri (succesivi)                                               | Abdiweli Mohamed Ali                                                                                          | 19 iunie 2011                         |
| Spania · (vezi și : §13)                                                             | Rege                                                                    | Juan Carlos I                                                                                                 | 22 noiembrie 1975                     |
| Spania · (vezi și : §13)                                                             | Președinte al Guvernului                                                | Mariano Rajoy                                                                                                 | 21 decembrie 2011                     |
| Sri Lanka                                                                            | Președinte al Republicii                                                | Mahinda Rajapaksa                                                                                             | 19 noiembrie 2005                     |
| Sri Lanka                                                                            | Prim-ministru                                                           | D. M. Jayaratne                                                                                               | 21 aprilie 2010                       |
| Statele Unite ale Americii · (vezi și : §12)                                         | Președinte                                                              | Barack Obama                                                                                                  | 20 ianuarie 2009                      |
| Sudan                                                                                | Președinte al Republicii                                                | Omar Hasan Ahmad al-Bashir                                                                                    | 30 iunie 1989                         |
| Sudanul de Sud                                                                       | Președinte al Republicii                                                | Salva Kir Mayardit                                                                                            | 9 iulie 2011                          |
| Suedia                                                                               | Rege                                                                    | Carl al XVI-lea Gustaf                                                                                        | 19 septembrie 1973                    |
| Suedia                                                                               | Prim-ministru (ministru de stat)                                        | Fredrik Reinfeldt                                                                                             | 6 octombrie 2006                      |
| Surinam                                                                              | Președinte                                                              | Dési Bouterse                                                                                                 | 12 august 2010                        |
| Surinam                                                                              | Vicepreședinte                                                          | Robert Ameerali                                                                                               | 12 august 2010                        |
| Swaziland                                                                            | Șef al statului [rege (iNgwenyama)]                                     | Mswati al III-lea                                                                                             | 25 aprilie 1986                       |
| Swaziland                                                                            | Prim-ministru (Ndvunankhulu)                                            | Barnabas Sibusiso Dlamini                                                                                     | 23 octombrie 2008                     |
| Tadjikistan · (Vezi și: §13)                                                         | Președinte al Republicii                                                | Emomali Rahmon                                                                                                | 19 noiembrie 1992                     |
| Tadjikistan · (Vezi și: §13)                                                         | Prim-ministru                                                           | Oqil Oqilov                                                                                                   | 20 decembrie 1999                     |
| Tanzania · (vezi și : §13)                                                           | Președinte al Republicii                                                | Jakaya Mrisho Kikwete                                                                                         | 21 decembrie 2005                     |
| Tanzania · (vezi și : §13)                                                           | Prim-ministru (ministru șef)                                            | Mizengo Pinda                                                                                                 | 9 februarie 2008                      |
| Thailanda                                                                            | Rege                                                                    | Bhumibol Adulyadej                                                                                            | 9 iunie 1946                          |
| Thailanda                                                                            | Prim-ministru (ministru de stat șef)                                    | Yingluck Shinawatra                                                                                           | 8 august 2011                         |
| Timorul de Est                                                                       | Președinți ai Republicii (succesivi)                                    | Taur Matan Ruak                                                                                               | 20 mai 2012                           |
| Timorul de Est                                                                       | Președinți ai Republicii (succesivi)                                    | José Ramos-Horta ,                                                                                            | 20 mai 2007                           |
| Timorul de Est                                                                       | Prim-ministru                                                           | Xanana Gusmão                                                                                                 | 8 august 2007                         |
| Togo                                                                                 | Președinte al Republicii                                                | Faure Eyadéma ,                                                                                               | 4 mai 2005                            |
| Togo                                                                                 | Prim-miniștri (succesivi)                                               | Kwesi Ahoomey-Zunu                                                                                            | 23 iulie 2012                         |
| Togo                                                                                 | Prim-miniștri (succesivi)                                               | Gilbert Houngbo                                                                                               | 8 septembrie 2008                     |
| Tonga                                                                                | Regi (succesivi)                                                        | Tupou al VI-lea                                                                                               | 18 martie 2012                        |
| Tonga                                                                                | Regi (succesivi)                                                        | George Tupou al V-lea                                                                                         | 11 septembrie 2006                    |
| Tonga                                                                                | Prim-ministru (premier)                                                 | Sialeʻataongo Tuʻivakanō                                                                                      | 22 decembrie 2010                     |
| Trinidad și Tobago (vezi și : §13)                                                   | Președinte al Republicii                                                | George Maxwell Richards                                                                                       | 17 martie 2003                        |
| Trinidad și Tobago (vezi și : §13)                                                   | Prim-ministru                                                           | Kamla Persad-Bissessar                                                                                        | 26 mai 2010                           |
| Tunisia                                                                              | Președinte al Republicii                                                | Moncef Marzouki                                                                                               | 13 decembrie 2011                     |
| Tunisia                                                                              | Șef al guvernului                                                       | Hamadi Jebali                                                                                                 | 24 decembrie 2011                     |
| Turcia                                                                               | Președinte al Republicii                                                | Abdullah Gül                                                                                                  | 28 august 2007                        |
| Turcia                                                                               | Prim-ministru                                                           | Recep Tayyip Erdoğan                                                                                          | 14 martie 2003                        |
| Turkmenistan                                                                         | Președinte                                                              | Gurbangulî Berdimuhamedov                                                                                     | 21 decembrie 2006                     |
| Tuvalu                                                                               | Regină                                                                  | Elisabeta a II-a                                                                                              | 1 octombrie 1978                      |
| Tuvalu                                                                               | Guvernator general                                                      | sir Iakoba Italeli                                                                                            | 16 aprilie 2010                       |
| Tuvalu                                                                               | Prim-ministru (Ulu o te Malo)                                           | Willy Telavi                                                                                                  | 24 decembrie 2010                     |
| Țările de Jos · (vezi și : §11)                                                      | Regină al Țărilor de Jos                                                | Beatrix | 30 aprilie 1980                       |
| Țările de Jos · (vezi și : §11)                                                      | Prim-ministru (ministru președinte)                                     | Mark Rutte | 14 octombrie 2010                     |
| Ucraina · (vezi și §13)                                                              | Președinte                                                              | Viktor Ianukovici                                                                                             | 25 februarie 2010                     |
| Ucraina · (vezi și §13)                                                              | Prim-ministru                                                           | Mykola Azarov                                                                                                 | 11 martie 2010                        |
| Uganda                                                                               | Președinte al Republicii                                                | Yoweri Museveni                                                                                               | 26 ianuarie 1986                      |
| Uganda                                                                               | Prim-ministru                                                           | Amama Mbabazi                                                                                                 | 25 mai 2011                           |
| Ungaria                                                                              | Președinți (succesivi)                                                  | János Áder | 10 mai 2012                           |
| Ungaria                                                                              | Președinți (succesivi)                                                  | László Kövér (interimar)                                                                                      | 2 aprile 2012                         |
| Ungaria                                                                              | Președinți (succesivi)                                                  | Pál Schmitt                                                                                                   | 6 august 2010                         |
| Ungaria                                                                              | Prim-ministru (ministru președinte)                                     | Viktor Orbán                                                                                                  | 29 mai 2010                           |
| Uruguay                                                                              | Președinte al Republicii                                                | José Mujica                                                                                                   | 1 martie 2010                         |
| Uzbekistan · (vezi și : §13)                                                         | Președinte al Republicii                                                | Islam Karimov                                                                                                 | 24 martie 1990                        |
| Uzbekistan · (vezi și : §13)                                                         | Prim-ministru                                                           | Shavkat Mirziyoyev                                                                                            | 12 decembrie 2003                     |
| Vanuatu                                                                              | Președinte al Republicii                                                | Iolu Abil | 2 septembrie 2009                     |
| Vanuatu                                                                              | Prim-ministru                                                           | Sato Kilman                                                                                                   | 26 iunie 2011                         |
| Vatican / Sfântul Scaun                                                              | Suveran / Papă                                                          | Benedict al XVI-lea                                                                                           | 19 aprilie 2005                       |
| Vatican / Sfântul Scaun                                                              | GPreședinte al Guvernoratului (șef al guvernului Statului Oraș Vatican) | cardinal Giuseppe Bertello                                                                                    | 1 octombrie 2011                      |
| Vatican / Sfântul Scaun                                                              | Secretar de stat (prim-ministru al Sfântului Scaun)                     | cardinal Tarcisio Bertone                                                                                     | 15 septembrie 2006                    |
| Venezuela                                                                            | Președinți ai Republicii                                                | Nicolás Maduro (interimar)                                                                                    | 10 decembrie 2012                     |
| Venezuela                                                                            | Președinți ai Republicii                                                | Elías Jaua , (interimar)                                                                                      | 24 februarie 2012 - 17 martie 2012    |
| Venezuela                                                                            | Președinți ai Republicii                                                | Hugo Chávez ,                                                                                                 | 14 aprilie 2002                       |
| Venezuela                                                                            | Vicepreședinți executivi (successivi)                                   | Nicolás Maduro                                                                                                | 10 octombrie 2012                     |
| Venezuela                                                                            | Vicepreședinți executivi (successivi)                                   | Elías Jaua | 26 ianuarie 2010                      |
| Vietnam                                                                              | Secretar general al Partidului Comunist Vietnamez                       | Nguyen Phu Trong                                                                                              | 19 ianuarie 2011                      |
| Vietnam                                                                              | Președinte al Republicii                                                | Truong Tan Sang                                                                                               | 25 iulie 2011                         |
| Vietnam                                                                              | Prim-ministru (premier al Guvernului)                                   | Nguyen Tan Dung                                                                                               | 27 iunie 2006                         |
| Yemen                                                                                | Președinți ai Republicii (successivi)                                   | Abd Rabbuh Mansur Hadi                                                                                        | 25 februarie 2012                     |
| Yemen                                                                                | Președinți ai Republicii (successivi)                                   | Abd Rabbuh Mansur Hadi , (interimar)                                                                          | 22 ianuarie 2012 - 23 februarie 2012  |
| Yemen                                                                                | Președinți ai Republicii (successivi)                                   | Ali Abdallah Saleh ,                                                                                          | 22 mai 1990                           |
| Yemen                                                                                | Prim-ministru (ministru președinte)                                     | Mohammed Basindawaa                                                                                           | 10 decembrie 2011                     |
| Zambia                                                                               | Președinte al Republicii                                                | Michael Sata                                                                                                  | 23 septembrie 2011                    |
| Zimbabwe                                                                             | Președinte al Republicii                                                | Robert Mugabe                                                                                                 | 31 decembrie 1987                     |
| Zimbabwe                                                                             | Prim-ministru                                                           | Morgan Tsvangirai                                                                                             | 11 februarie 2009                     |

## State independente recunoscute parțial
| Statul și statutul                                                                                  | Separat din                                 | Funcția                                                                         | Numele                      | Începând cu        |
| --------------------------------------------------------------------------------------------------- | ------------------------------------------- | ------------------------------------------------------------------------------- | --------------------------- | ------------------ |
| Abhazia (Stat secesionist prorus, fostă republică autonomă) (vezi și : §15)                         | Georgia                                     | Președinte                                                                      | Aleksandr Ankvab ,          | 7 februarie 2011   |
| Abhazia (Stat secesionist prorus, fostă republică autonomă) (vezi și : §15)                         | Georgia                                     | Prim-ministru                                                                   | Leonid Lakerbaia            | 27 septembrie 2011 |
| Azad Cașmir , (Stat constituit în zona ocupată de Pakistan a Cașmirului)                            | India · Jammu și Cașmir                     | Președinte                                                                      | Sardar Mohammad Yaqoob Khan | 25 august 2011     |
| Azad Cașmir , (Stat constituit în zona ocupată de Pakistan a Cașmirului)                            | India · Jammu și Cașmir                     | Prim-ministru                                                                   | Chaudhry Abdul Majeed       | 26 iulie 2011      |
| Ciprul de Nord (Stat secesionist proturc al minorității turce)                                      | Cipru                                       | Președinte                                                                      | Derviş Eroğlu               | 23 aprilie 2010    |
| Ciprul de Nord (Stat secesionist proturc al minorității turce)                                      | Cipru                                       | Prim-ministru                                                                   | Irsen Küçük                 | 17 mai 2010        |
| Kosovo (Regiune apoi republică autonomă auto proclamată independentă) (vezi și : §15)               | Serbia                                      | Președinte al Republicii                                                        | Atifete Jahjaga             | 7 aprilie 2011     |
| Kosovo (Regiune apoi republică autonomă auto proclamată independentă) (vezi și : §15)               | Serbia                                      | Prim-ministru                                                                   | Hashim Thaçi                | 9 ianuarie 2008    |
| Kosovo (Regiune apoi republică autonomă auto proclamată independentă) (vezi și : §15)               | Serbia                                      | Reprezentant Special al Secretarului General al ONU prntru Kosovo (SRSG)        | Farid Zarif (Afghanistan)   | 3 august 2011      |
| Osetia de Sud, (Stat secesionist prorus, fostă republică autonomă) (vezi și : §15)                  | Georgia                                     | Președinți (successivi)                                                         | Leonid Tibilov              | 19 aprilie 2012    |
| Osetia de Sud, (Stat secesionist prorus, fostă republică autonomă) (vezi și : §15)                  | Georgia                                     | Președinți (successivi)                                                         | Vadim Brovtsev (interimar)  | 11 decembrie 2011  |
| Osetia de Sud, (Stat secesionist prorus, fostă republică autonomă) (vezi și : §15)                  | Georgia                                     | Președinți ai Guvernului (successivi)                                           | Rostislav Khugayev          | 26 aprilie 2012    |
| Osetia de Sud, (Stat secesionist prorus, fostă republică autonomă) (vezi și : §15)                  | Georgia                                     | Președinți ai Guvernului (successivi)                                           | Vadim Brovtsev              | 5 august 2009      |
| Statul Palestina (Stat proclamat în numele poporului palestinian, practic inoperant) (vezi și : §5) | Israel · Autoritatea Națională Palestiniană | Președinte                                                                      | Mahmoud Abbas ,             | 8 mai 2005         |
| Statul Palestina (Stat proclamat în numele poporului palestinian, practic inoperant) (vezi și : §5) | Israel · Autoritatea Națională Palestiniană | Președinte al Consiliului Executiv al Organizației pentru Eliberarea Palestinei | Mahmoud Abbas ,             | 29 octombrie 2004  |
| Sahara occidentală (Stat format în cadeul fostei Sahare Spaniole)                                   | Maroc                                       | Președinte                                                                      | Mohamed Abdelaziz           | 30 august 1976     |
| Sahara occidentală (Stat format în cadeul fostei Sahare Spaniole)                                   | Maroc                                       | Prim-ministru                                                                   | Abdelkader Taleb Oumar      | 29 octombrie 2003  |
| Taiwan (Stat constituit în insula Taiwan)                                                           | China                                       | Președinte al Republicii                                                        | Ma Ying-jeou                | 20 mai 2008        |
| Taiwan (Stat constituit în insula Taiwan)                                                           | China                                       | Președinți ai Yuan-ului executiv (prim-miniștri) (succesivi)                    | Sean Chen                   | 6 februarie 2012   |
| Taiwan (Stat constituit în insula Taiwan)                                                           | China                                       | Președinți ai Yuan-ului executiv (prim-miniștri) (succesivi)                    | Wu Den-yih                  | 10 septembrie 2009 |

## State independente nerecunoscute
| Statul și statutul                                                                            | Separat din        | Funcția                  | Numele                                                                                                  | Începând cu                 |
| --------------------------------------------------------------------------------------------- | ------------------ | ------------------------ | --- | --------------------------- |
| Azawad (guvern provizoriu independentist tuareg)                                              | Mali               | Sefi de stat (succesivi) | Mahamadou Djeri Maiga (președintele Consiliului Interimar) (interimar)                                  | 26 iunie 2012-12 iulie 2012 |
| Azawad (guvern provizoriu independentist tuareg)                                              | Mali               | Sefi de stat (succesivi) | Belal Ag Charif (președintele Consiliului Interimar)                                                    | 15 iunie 2012               |
| Azawad (guvern provizoriu independentist tuareg)                                              | Mali               | Sefi de stat (succesivi) | Mahmoud Ag Aghaly (președintele Comitetului Executiv al Mișcării Naționale de Eliberare a Azawad-uluil) | 6 aprilie 2012              |
| Karabahul de Munte (sau Nagorno Karabah) (Stat secesionist proarmean, fostă regiune autonomă) | Azerbaidjan        | Președinte               | Bako Sahakian                                                                                           | 7 septembrie 2007           |
| Karabahul de Munte (sau Nagorno Karabah) (Stat secesionist proarmean, fostă regiune autonomă) | Azerbaidjan        | Prim-ministru            | Araik Haroutiounian                                                                                     | 14 septembrie 2007          |
| Somaliland (Stat secesionist, fostă regiune autonomă) (vezi și : §15)                         | Somalia            | Președinte               | Ahmed Mahamoud Silanyo                                                                                  | 27 iulie 2010               |
| Transnistria (Stat secesionist prorus, fostă regiune autonomă)                                | Moldova, Republica | Președinte               | Evgheni Șevciuk                                                                                         | 30 decembrie 2011           |
| Transnistria (Stat secesionist prorus, fostă regiune autonomă)                                | Moldova, Republica | Președinte al Guvernului | Piotr Stepanov                                                                                          | 18 ianuarie 2012            |

## Alte teritorii indepenentede facto
| Statul și statutul                                                        | Separat din | Funcția | Numele            | Începând cu |
| ------------------------------------------------------------------------- | ----------- | ------- | ----------------- | ----------- |
| Waziristan (Zonă controlată de facto de militanții islamiști pakistanezi) | Pakistan    | Emir    | Hakimullah Mehsud | august 2009 |

## Entități cu statut apropiat de cel de stat
| Entitate                                                 | Funcție                                          | Nume                                                          | Începând cu       |
| -------------------------------------------------------- | ------------------------------------------------ | ------------------------------------------------------------- | ----------------- |
| Ordinul de Malta                                         | Mare Maestru                                     | Matthew Festing                                               | 11 martie 2008    |
| Ordinul de Malta                                         | Mare Cancelar                                    | Jean-Pierre Mazery                                            | 16 aprilie 2005   |
| Autoritatea Națională Palestiniană (vezi și : §2 și §15) | Președinte al Autorității Naționale Palestiniene | Mahmoud Abbas , (corevendicator începând cu 15 ianuarie 2009) | 15 ianuarie 2005  |
| Autoritatea Națională Palestiniană (vezi și : §2 și §15) | Prim-ministru                                    | Salam Fayyad (corevendicator începând cu 17 iunie 2007)       | 17 iunie 2007     |
| Uniunea Europeană                                        | Președinte al Consiliului European               | Herman Van Rompuy                                             | 1 decembrie 2009  |
| Uniunea Europeană                                        | Președinte al Comisiei Europene                  | José Manuel Barroso                                           | 22 noiembrie 2004 |

## Teritorii exterioare și asociate ale Australiei
| Teritoriu                          | Suveranitate și statut                                                                              | Funcția                                                                                    | Numele                     | Începând cu        |
| ---------------------------------- | --------------------------------------------------------------------------------------------------- | ------------------------------------------------------------------------------------------ | -------------------------- | ------------------ |
| Ashmore și Cartier, Insulele       | Australia · (Teritoriu exterior nelocuit)                                                           | Regină a Australiei                                                                        | Elisabeta a II-a           | 6 februarie 1952   |
| Ashmore și Cartier, Insulele       | Australia · (Teritoriu exterior nelocuit)                                                           | Guvernatoare generală a Australiei                                                         | Quentin Bryce              | 5 septembrie 2008  |
| Ashmore și Cartier, Insulele       | Australia · (Teritoriu exterior nelocuit)                                                           | Ministru al Australiei Regionale, Dezvoltării Regionale și Guvernării Locale al Ausrealiei | Simon Crean                | 14 septembrie 2010 |
| Christmas, Insula                  | Australia · (Teritoriu exterior)                                                                    | Regină a Australiei                                                                        | Elisabeta a II-a           | 6 februarie 1952   |
| Christmas, Insula                  | Australia · (Teritoriu exterior)                                                                    | Guvernatoare generală a Australiei                                                         | Quentin Bryce              | 5 septembrie 2008  |
| Christmas, Insula                  | Australia · (Teritoriu exterior)                                                                    | Administratori (successivi)                                                                | Jon Stanhope               | 5 octombrie 2012   |
| Christmas, Insula                  | Australia · (Teritoriu exterior)                                                                    | Administratori (successivi)                                                                | Brian James Lacy           | 5 octombrie 2009   |
| Christmas, Insula                  | Australia · (Teritoriu exterior)                                                                    | Președinte al Shire                                                                        | Foo Kee Heng               | 18 octombrie 2011  |
| Cocos (Keeling), Insulele          | Australia · (Teritoriu exterior)                                                                    | Regină a Australiei                                                                        | Elisabeta a II-a           | 6 februarie 1952   |
| Cocos (Keeling), Insulele          | Australia · (Teritoriu exterior)                                                                    | Guvernatoare generală a Australiei                                                         | Quentin Bryce              | 5 septembrie 2008  |
| Cocos (Keeling), Insulele          | Australia · (Teritoriu exterior)                                                                    | Administratori (succesivi)                                                                 | Jon Stanhope               | 5 octombrie 2012   |
| Cocos (Keeling), Insulele          | Australia · (Teritoriu exterior)                                                                    | Administratori (succesivi)                                                                 | Brian James Lacy           | 5 octobrie 2009    |
| Cocos (Keeling), Insulele          | Australia · (Teritoriu exterior)                                                                    | Președinte al Shire                                                                        | Aindil Minkom              | 29 iunie 2011      |
| Heard și McDonald, Insulele (HIMI) | Australia · (Teritoriu exterior nelocuit)                                                           | Regină a Australiei                                                                        | Elisabeta a II-a           | 6 februarie 1952   |
| Heard și McDonald, Insulele (HIMI) | Australia · (Teritoriu exterior nelocuit)                                                           | Guvernatoare generală a Australiei                                                         | Quentin Bryce              | 5 septembrie 2008  |
| Heard și McDonald, Insulele (HIMI) | Australia · (Teritoriu exterior nelocuit)                                                           | Director al Departamentului Australian al Antarcticii                                      | Tony Fleming               | august 2011        |
| Lord Howe, Insula                  | Noul Wales de Sud (Zonă neîncorporată cu autoguvernare din cadrul statului Noul Wales de Sud)       | Guvernatoare a Noului Wales de Sud                                                         | Marie Bashir               | 1 martie 2001      |
| Lord Howe, Insula                  | Noul Wales de Sud (Zonă neîncorporată cu autoguvernare din cadrul statului Noul Wales de Sud)       | Premier al Noului Wales de Sud                                                             | Barry O'Farrell            | 28 martie 2011     |
| Lord Howe, Insula                  | Noul Wales de Sud (Zonă neîncorporată cu autoguvernare din cadrul statului Noul Wales de Sud)       | Președinți ai Consiliului Insulei Lord Howe (succesivi)                                    | Bob Conroy                 | 19 Nov 2012        |
| Lord Howe, Insula                  | Noul Wales de Sud (Zonă neîncorporată cu autoguvernare din cadrul statului Noul Wales de Sud)       | Președinți ai Consiliului Insulei Lord Howe (succesivi)                                    | Barney Nichols (interimar) | Jul 2012           |
| Lord Howe, Insula                  | Noul Wales de Sud (Zonă neîncorporată cu autoguvernare din cadrul statului Noul Wales de Sud)       | Președinți ai Consiliului Insulei Lord Howe (succesivi)                                    | Alistair Henchman          | aprilie 2008       |
| Lord Howe, Insula                  | Noul Wales de Sud (Zonă neîncorporată cu autoguvernare din cadrul statului Noul Wales de Sud)       | Director executiv al Consiliului Insulei Lord Howe                                         | Stephen "Steve" Wills      | mai 2008           |
| Macquarie, Insula                  | Tasmania (Insuliță nelocuită și izolată atașată Consiliul Huon Valley din cadrul statului Tasmania) | Guvernator al Tasmaniei                                                                    | Peter Underwood            | 2 aprilie 2008     |
| Macquarie, Insula                  | Tasmania (Insuliță nelocuită și izolată atașată Consiliul Huon Valley din cadrul statului Tasmania) | Premier al statului Tasmania                                                               | Lara Giddings              | 24 ianuarie 2011   |
| Macquarie, Insula                  | Tasmania (Insuliță nelocuită și izolată atașată Consiliul Huon Valley din cadrul statului Tasmania) | Primarul Consiliului Huon Valley                                                           | Robert Armstrong           | ?                  |
| Macquarie, Insula                  | Tasmania (Insuliță nelocuită și izolată atașată Consiliul Huon Valley din cadrul statului Tasmania) | Director executiv al Consiliului Huon Valley                                               | Glenn Graeme Doyle         | septembrie 2009    |
| Macquarie, Insula                  | Tasmania (Insuliță nelocuită și izolată atașată Consiliul Huon Valley din cadrul statului Tasmania) | Secretar adjunct pentru Parcuri al Tasmaniei                                               | Peter Mooney               | .../august 2008    |
| Mării de Coral, Insulele           | Australia · (Teritoriu exterior nelocuit)                                                           | Regină a Australiei                                                                        | Elisabeta a II-a           | 6 februarie 1952   |
| Mării de Coral, Insulele           | Australia · (Teritoriu exterior nelocuit)                                                           | Guvernatoare generală a Australiei                                                         | Quentin Bryce              | 5 septembrie 2008  |
| Mării de Coral, Insulele           | Australia · (Teritoriu exterior nelocuit)                                                           | Miniștru al Australiei Regionale, Dezvoltării Regionale și Guvernării Locale al Australiei | Simon Crean                | 14 septembrie 2010 |
| Norfolk, Insula                    | Australia · (Teritoriu asociat cu autoguvernare)                                                    | Regină a Australiei                                                                        | Elisabeta a II-a           | 6 februarie 1952   |
| Norfolk, Insula                    | Australia · (Teritoriu asociat cu autoguvernare)                                                    | Guvernatoare generală a Australiei                                                         | Quentin Bryce              | 5 septembrie 2008  |
| Norfolk, Insula                    | Australia · (Teritoriu asociat cu autoguvernare)                                                    | Administratori (succesivi)                                                                 | Neil Pope                  | 1 April 2012       |
| Norfolk, Insula                    | Australia · (Teritoriu asociat cu autoguvernare)                                                    | Administratori (succesivi)                                                                 | Owen Walsh                 | 1 octombrie 2007   |
| Norfolk, Insula                    | Australia · (Teritoriu asociat cu autoguvernare)                                                    | Ministru Șef                                                                               | David Buffet               | 24 martie 2010     |
| Strâmtorii Torres, Insulele        | Queensland (Teritoriu cu un statut special aparținând statului Queensland)                          | Guvernatoare a statului Queensland                                                         | Penelope Wensley           | 28 iulie 2008      |
| Strâmtorii Torres, Insulele        | Premieri ai statului Queensland (succesivi)                                                         | Campbell Newman                                                                            | 26 martie 2012             |                    |
| Strâmtorii Torres, Insulele        | Premieri ai statului Queensland (succesivi)                                                         | Anna Maria Bligh                                                                           | 13 septembrie 2007         |                    |
| Strâmtorii Torres, Insulele        | Președinți ai Autorității Regionale a Strâmtorii Torres (succesivi)                                 | Joseph Elu                                                                                 | 13 noiembrie 2012          |                    |
| Strâmtorii Torres, Insulele        | Președinți ai Autorității Regionale a Strâmtorii Torres (succesivi)                                 | John Toshie Kris                                                                           | mai 2001                   |                    |
| Zona Antarctică Australiană        | Australia · (Teritoriu exterior)                                                                    | Regină a Australiei                                                                        | Elisabeta a II-a           | 6 februarie 1952   |
| Zona Antarctică Australiană        | Australia · (Teritoriu exterior)                                                                    | Guvernatoare generală a Australiei                                                         | Quentin Bryce              | 5 septembrie 2008  |
| Zona Antarctică Australiană        | Australia · (Teritoriu exterior)                                                                    | Director al Departamentului Australian al Antarcticii                                      | Tony Fleming               | august 2011        |

## Teritorii britanice de peste mări și dependențe ale coroanei britanice
| Teritoriu                                                                                  | Suveranitate și statut                                                                                              | Funcția                                                                | Numele                                     | Începând cu        |
| ------------------------------------------------------------------------------------------ | --- | ---------------------------------------------------------------------- | ------------------------------------------ | ------------------ |
| Akrotiri și Dhekelia, Zonele Bazelor Suverane                                              | Regatul Unit (Baze militare suverane)                                                                               | Regină a Regatului Unit                                                | Elisabeta a II-a                           | 6 februarie 1952   |
| Akrotiri și Dhekelia, Zonele Bazelor Suverane                                              | Regatul Unit (Baze militare suverane)                                                                               | Administrator                                                          | Graham E. Stacey                           | 4 noiembrie 2010   |
| Alderney                                                                                   | Guernsey (Dependență a bailiwick-ului Guernsey)                                                                     | Locotenent guvernator al bailiwick-ului Guernsey                       | Peter Walker                               | 15 aprilie 2011    |
| Alderney                                                                                   | Guernsey (Dependență a bailiwick-ului Guernsey)                                                                     | Bailiffi de Guernsey (successivi)                                      | Richard Collas                             | 23 martie 2012     |
| Alderney                                                                                   | Guernsey (Dependență a bailiwick-ului Guernsey)                                                                     | Bailiffi de Guernsey (successivi)                                      | sir Geoffrey Rowland                       | 16 iunie 2005      |
| Alderney                                                                                   | Guernsey (Dependență a bailiwick-ului Guernsey)                                                                     | Miniștri Șefi ai bailiwick-ului Guernsey (succesivi)                   | Peter Harwood                              | 1 mai 2012         |
| Alderney                                                                                   | Guernsey (Dependență a bailiwick-ului Guernsey)                                                                     | Miniștri Șefi ai bailiwick-ului Guernsey (succesivi)                   | Lyndon Trott                               | 1 mai 2008         |
| Alderney                                                                                   | Guernsey (Dependență a bailiwick-ului Guernsey)                                                                     | Președinte al Statelor                                                 | Stuart Trought                             | 22 iunie 2011      |
| Anguilla                                                                                   | Regatul Unit (Teritoriu de peste mări)                                                                              | Regină a Regatului Unit                                                | Elisabeta a II-a                           | 6 februarie 1952   |
| Anguilla                                                                                   | Regatul Unit (Teritoriu de peste mări)                                                                              | Guvernator                                                             | William Alistair Harrison                  | 21 aprilie 2009    |
| Anguilla                                                                                   | Regatul Unit (Teritoriu de peste mări)                                                                              | Ministru Șef                                                           | Hubert Hughes                              | 16 februarie 2010  |
| Ascensión. Insula                                                                          | Sfânta Elena, Ascension și Tristan da Cunha (Componentă a teritoriului Sfânta Elena, Ascensión și Tristan da Cunha) | Guvernator al teritoriului Sfânta Elena, Ascensión și Tristan da Cunha | Mark Capes                                 | 29 octombrie 2011  |
| Ascensión. Insula                                                                          | Sfânta Elena, Ascension și Tristan da Cunha (Componentă a teritoriului Sfânta Elena, Ascensión și Tristan da Cunha) | Administrator                                                          | Colin Wells                                | 27 octombrie 2011  |
| Bermude, Insulele                                                                          | Regatul Unit (Teritoriu de peste mări)                                                                              | Regină a Regatului Unit                                                | Elisabeta a II-a                           | 6 februarie 1952   |
| Bermude, Insulele                                                                          | Regatul Unit (Teritoriu de peste mări)                                                                              | Guvernatori (succesivi)                                                | George Fergusson                           | 23 mai 2012        |
| Bermude, Insulele                                                                          | Regatul Unit (Teritoriu de peste mări)                                                                              | Guvernatori (succesivi)                                                | David B. Arkley (interimar)                | 18 mai 2012        |
| Bermude, Insulele                                                                          | Regatul Unit (Teritoriu de peste mări)                                                                              | Guvernatori (succesivi)                                                | sir Richard Gozney                         | 12 decembrie 2007  |
| Bermude, Insulele                                                                          | Regatul Unit (Teritoriu de peste mări)                                                                              | Premieri (succesivi)                                                   | Craig Cannonier                            | 18 decembrie 2012  |
| Bermude, Insulele                                                                          | Regatul Unit (Teritoriu de peste mări)                                                                              | Premieri (succesivi)                                                   | Paula Cox                                  | 28 octobrie 2010   |
| Brecqhou                                                                                   | Sark (Insulă proprietate privată, componentă a senioriei Sark) (statut în dispută)                                  | Locotenent guvernator al bailiwick-ului Guernsey                       | Peter Walker                               | 15 aprilie 2011    |
| Brecqhou                                                                                   | Sark (Insulă proprietate privată, componentă a senioriei Sark) (statut în dispută)                                  | Bailiffi de Guernsey (successivi)                                      | Richard Collas                             | 23 martie 2012     |
| Brecqhou                                                                                   | Sark (Insulă proprietate privată, componentă a senioriei Sark) (statut în dispută)                                  | Bailiffi de Guernsey (successivi)                                      | sir Geoffrey Rowland                       | 16 iunie 2005      |
| Brecqhou                                                                                   | Sark (Insulă proprietate privată, componentă a senioriei Sark) (statut în dispută)                                  | Miniștri Șefi ai bailiwick-ului Guernsey (succesivi)                   | Peter Harwood                              | 1 mai 2012         |
| Brecqhou                                                                                   | Sark (Insulă proprietate privată, componentă a senioriei Sark) (statut în dispută)                                  | Miniștri Șefi ai bailiwick-ului Guernsey (succesivi)                   | Lyndon Trott                               | 1 mai 2008         |
| Brecqhou                                                                                   | Sark (Insulă proprietate privată, componentă a senioriei Sark) (statut în dispută)                                  | Senior de Sark                                                         | Michael Beaumont                           | 14 iulie 1974      |
| Brecqhou                                                                                   | Sark (Insulă proprietate privată, componentă a senioriei Sark) (statut în dispută)                                  | Tenants                                                                | sir David Barclay și sir Frederick Barclay | septembrie 1993    |
| Cayman, Insulele                                                                           | Regatul Unit (Teritoriu de peste mări)                                                                              | Regină a Regatului Unit                                                | Elisabeta a II-a                           | 6 februarie 1952   |
| Cayman, Insulele                                                                           | Regatul Unit (Teritoriu de peste mări)                                                                              | Guvernator                                                             | Duncan Taylor                              | 15 ianuarie 2010   |
| Cayman, Insulele                                                                           | Regatul Unit (Teritoriu de peste mări)                                                                              | Premieri (succesivi)                                                   | Juliana O’Connor-Connolly                  | 18 decembrie 2012  |
| Cayman, Insulele                                                                           | Regatul Unit (Teritoriu de peste mări)                                                                              | Premieri (succesivi)                                                   | McKeeva Bush                               | 6 noiembrie 2009   |
| Falkland, Insulele                                                                         | Regatul Unit (Teritoriu de peste mări)                                                                              | Regină a Regatului Unit                                                | Elisabeta a II-a                           | 6 februarie 1952   |
| Falkland, Insulele                                                                         | Regatul Unit (Teritoriu de peste mări)                                                                              | Guvernator                                                             | Nigel Haywood                              | 16 octombrie 2010  |
| Falkland, Insulele                                                                         | Regatul Unit (Teritoriu de peste mări)                                                                              | Șefi ai executivului (succesivi)                                       | Keith Padgett                              | 1 februarie 2012   |
| Falkland, Insulele                                                                         | Regatul Unit (Teritoriu de peste mări)                                                                              | Șefi ai executivului (succesivi)                                       | Tim Thorogood                              | 3 ianuarie 2008    |
| Georgia de Sud și Sandwich de Sud, Insulele (SGSSI)                                        | Regatul Unit (Teritoriu de peste mări)                                                                              | Regină a Regatului Unit                                                | Elisabeta a II-a                           | 6 februarie 1952   |
| Georgia de Sud și Sandwich de Sud, Insulele (SGSSI)                                        | Regatul Unit (Teritoriu de peste mări)                                                                              | Comisar ,                                                              | Nigel Haywood                              | 16 octombrie 2010  |
| Georgia de Sud și Sandwich de Sud, Insulele (SGSSI)                                        | Regatul Unit (Teritoriu de peste mări)                                                                              | Administrator șef                                                      | Martin Collins                             | mai 2009           |
| Gibraltar                                                                                  | Regatul Unit (Teritoriu de peste mări)                                                                              | Regină a Regatului Unit                                                | Elisabeta a II-a                           | 6 februarie 1952   |
| Gibraltar                                                                                  | Regatul Unit (Teritoriu de peste mări)                                                                              | Guvernator                                                             | sir Adrian Johns                           | 26 octombrie 2009  |
| Gibraltar                                                                                  | Regatul Unit (Teritoriu de peste mări)                                                                              | Ministru Șef                                                           | Fabian Picardo                             | 9 decembrie 2011   |
| Guernsey                                                                                   | Coroana briranică (Dependență a Coroanei Britanice)                                                                 | Regină a Regatului Unit, Duce de Normandia                             | Elisabeta a II-a                           | 6 februarie 1952   |
| Guernsey                                                                                   | Coroana briranică (Dependență a Coroanei Britanice)                                                                 | Locotenent guvernator                                                  | Peter Walker                               | 15 aprilie 2011    |
| Guernsey                                                                                   | Coroana briranică (Dependență a Coroanei Britanice)                                                                 | Bailiffi (successivi)                                                  | Richard Collas                             | 23 martie 2012     |
| Guernsey                                                                                   | Coroana briranică (Dependență a Coroanei Britanice)                                                                 | Bailiffi (successivi)                                                  | sir Geoffrey Rowland                       | 16 iunie 2005      |
| Guernsey                                                                                   | Coroana briranică (Dependență a Coroanei Britanice)                                                                 | Miniștri Șefi (succesivi)                                              | Peter Harwood                              | 1 mai 2012         |
| Guernsey                                                                                   | Coroana briranică (Dependență a Coroanei Britanice)                                                                 | Miniștri Șefi (succesivi)                                              | Lyndon Trott                               | 1 mai 2008         |
| Herm                                                                                       | Guernsey (Dependență a bailiwick-ului Guernsey)                                                                     | Locotenent guvernator al bailiwick-ului Guernsey                       | Peter Walker                               | 15 aprilie 2011    |
| Herm                                                                                       | Guernsey (Dependență a bailiwick-ului Guernsey)                                                                     | Bailiffi de Guernsey (successivi)                                      | Richard Collas                             | 23 martie 2012     |
| Herm                                                                                       | Guernsey (Dependență a bailiwick-ului Guernsey)                                                                     | Bailiffi de Guernsey (successivi)                                      | sir Geoffrey Rowland                       | 16 iunie 2005      |
| Herm                                                                                       | Guernsey (Dependență a bailiwick-ului Guernsey)                                                                     | Miniștri Șefi ai bailiwick-ului Guernsey (succesivi)                   | Peter Harwood                              | 1 mai 2012         |
| Herm                                                                                       | Guernsey (Dependență a bailiwick-ului Guernsey)                                                                     | Miniștri Șefi ai bailiwick-ului Guernsey (succesivi)                   | Lyndon Trott                               | 1 mai 2008         |
| Herm                                                                                       | Guernsey (Dependență a bailiwick-ului Guernsey)                                                                     | Tenants                                                                | John Singer și Julia Singer                | 1 octombrie 2008   |
| Jersey                                                                                     | Coroana briranică (Dependență a Coroanei Britanice)                                                                 | Regină a Regatului Unit, Duce de Normandia                             | Elisabeta a II-a                           | 6 februarie 1952   |
| Jersey                                                                                     | Coroana briranică (Dependență a Coroanei Britanice)                                                                 | Locotenent guvernator                                                  | sir John McColl                            | 26 septembrie 2011 |
| Jersey                                                                                     | Coroana briranică (Dependență a Coroanei Britanice)                                                                 | Bailiff                                                                | sir Michael Birt                           | 9 iulie 2009       |
| Jersey                                                                                     | Coroana briranică (Dependență a Coroanei Britanice)                                                                 | Ministru Șef                                                           | Ian Gorst                                  | 18 noiembrie 2011  |
| Jethou                                                                                     | Guernsey (Dependență a bailiwick-ului Guernsey)                                                                     | Locotenent guvernator al bailiwick-ului Guernsey                       | Peter Walker                               | 15 aprilie 2011    |
| Jethou                                                                                     | Guernsey (Dependență a bailiwick-ului Guernsey)                                                                     | Bailiffi de Guernsey (successivi)                                      | Richard Collas                             | 23 martie 2012     |
| Jethou                                                                                     | Guernsey (Dependență a bailiwick-ului Guernsey)                                                                     | Bailiffi de Guernsey (successivi)                                      | sir Geoffrey Rowland                       | 16 iunie 2005      |
| Jethou                                                                                     | Guernsey (Dependență a bailiwick-ului Guernsey)                                                                     | Miniștri Șefi ai bailiwick-ului Guernsey (succesivi)                   | Peter Harwood                              | 1 mai 2012         |
| Jethou                                                                                     | Guernsey (Dependență a bailiwick-ului Guernsey)                                                                     | Miniștri Șefi ai bailiwick-ului Guernsey (succesivi)                   | Lyndon Trott                               | 1 mai 2008         |
| Jethou                                                                                     | Guernsey (Dependență a bailiwick-ului Guernsey)                                                                     | Subtenants                                                             | sir Peter Ogden și Philip Hulme            | 1995               |
| Lihou                                                                                      | Guernsey (Dependență a bailiwick-ului Guernsey)                                                                     | Locotenent guvernator al bailiwick-ului Guernesey                      | Peter Walker                               | 15 aprilie 2011    |
| Lihou                                                                                      | Guernsey (Dependență a bailiwick-ului Guernsey)                                                                     | Bailiffi de Guernsey (successivi)                                      | Richard Collas                             | 23 martie 2012     |
| Lihou                                                                                      | Guernsey (Dependență a bailiwick-ului Guernsey)                                                                     | Bailiffi de Guernsey (successivi)                                      | sir Geoffrey Rowland                       | 16 iunie 2005      |
| Lihou                                                                                      | Guernsey (Dependență a bailiwick-ului Guernsey)                                                                     | Miniștri Șefi ai bailiwick-ului Guernsey (succesivi)                   | Peter Harwood                              | 1 mai 2012         |
| Lihou                                                                                      | Guernsey (Dependență a bailiwick-ului Guernsey)                                                                     | Miniștri Șefi ai bailiwick-ului Guernsey (succesivi)                   | Lyndon Trott                               | 1 mai 2008         |
| Lihou                                                                                      | Guernsey (Dependență a bailiwick-ului Guernsey)                                                                     | Administrator                                                          | Richard Curtis                             | februarie 2006     |
| Man, Insula                                                                                | Coroana briranică (Dependență a Coroanei Britanice)                                                                 | Regină a Regatului Unit, Lord de Man                                   | Elisabeta a II-a                           | 6 februarie 1952   |
| Man, Insula                                                                                | Coroana briranică (Dependență a Coroanei Britanice)                                                                 | Locotenent guvernator                                                  | Adam Wood                                  | 7 aprilie 2011     |
| Man, Insula                                                                                | Coroana briranică (Dependență a Coroanei Britanice)                                                                 | Prim deemster                                                          | David Doyle                                | 20 decembrie 2010  |
| Man, Insula                                                                                | Coroana briranică (Dependență a Coroanei Britanice)                                                                 | Ministru Șef                                                           | Allan Bell                                 | 11 octombrie 2011  |
| Montserrat                                                                                 | Regatul Unit (Teritoriu de peste mări)                                                                              | Regină a Regatului Unit                                                | Elisabeta a II-a                           | 6 februarie 1952   |
| Montserrat                                                                                 | Regatul Unit (Teritoriu de peste mări)                                                                              | Guvernator                                                             | Adrian Davis                               | 8 aprilie 2011     |
| Montserrat                                                                                 | Regatul Unit (Teritoriu de peste mări)                                                                              | Premier                                                                | Reuben Meade                               | 10 septembrie 2009 |
| Pitcairn, Insulele                                                                         | Regatul Unit (Teritoriu de peste mări)                                                                              | Regină a Regatului Unit                                                | Elisabeta a II-a                           | 6 februarie 1952   |
| Pitcairn, Insulele                                                                         | Regatul Unit (Teritoriu de peste mări)                                                                              | Guvernatoare                                                           | Victoria Treadell                          | 29 mai 2010        |
| Pitcairn, Insulele                                                                         | Regatul Unit (Teritoriu de peste mări)                                                                              | Primar                                                                 | Mike Warren                                | 9 decembrie 2007   |
| Rockall                                                                                    | Scoția [Stâncă nelocuită și izolată atașată Consiliului Unitar Hebridele Exterioare (na h-Eileanan Siar)]           | Secretar de Stat pentru Scoția                                         | Danny Alexander                            | 3 octombrie 2008   |
| Rockall                                                                                    | Scoția [Stâncă nelocuită și izolată atașată Consiliului Unitar Hebridele Exterioare (na h-Eileanan Siar)]           | Prim ministru al Scoției                                               | Alex Salmond                               | 17 mai 2007        |
| Rockall                                                                                    | Scoția [Stâncă nelocuită și izolată atașată Consiliului Unitar Hebridele Exterioare (na h-Eileanan Siar)]           | Președinți ai Consiliului Hebridelor Exterioare (succesivi)            | Norman A Macdonald                         | 10 mai 2012        |
| Rockall                                                                                    | Scoția [Stâncă nelocuită și izolată atașată Consiliului Unitar Hebridele Exterioare (na h-Eileanan Siar)]           | Președinți ai Consiliului Hebridelor Exterioare (succesivi)            | Alex A MacDonald                           | 2002?              |
| Rockall                                                                                    | Scoția [Stâncă nelocuită și izolată atașată Consiliului Unitar Hebridele Exterioare (na h-Eileanan Siar)]           | Lider al Consiliului Hebridelor Exterioare                             | Angus Campbell                             | mai 2007           |
| Rockall                                                                                    | Scoția [Stâncă nelocuită și izolată atașată Consiliului Unitar Hebridele Exterioare (na h-Eileanan Siar)]           | Director executiv al Consiliului Hebridelor Exterioare                 | Malcolm Burr                               | octombrie 2005     |
| Sark                                                                                       | Guernsey (Dependență a bailiwick-ului Guernsey)                                                                     | Locotenent guvernator al bailiwick-ului Guernesey                      | Peter Walker                               | 15 aprilie 2011    |
| Sark                                                                                       | Guernsey (Dependență a bailiwick-ului Guernsey)                                                                     | Bailiffi de Guernsey (successivi)                                      | Richard Collas                             | 23 martie 2012     |
| Sark                                                                                       | Guernsey (Dependență a bailiwick-ului Guernsey)                                                                     | Bailiffi de Guernsey (successivi)                                      | sir Geoffrey Rowland                       | 16 iunie 2005      |
| Sark                                                                                       | Guernsey (Dependență a bailiwick-ului Guernsey)                                                                     | Miniștri Șefi ai bailiwick-ului Guernsey (succesivi)                   | Peter Harwood                              | 1 mai 2012         |
| Sark                                                                                       | Guernsey (Dependență a bailiwick-ului Guernsey)                                                                     | Miniștri Șefi ai bailiwick-ului Guernsey (succesivi)                   | Lyndon Trott                               | 1 mai 2008         |
| Sark                                                                                       | Guernsey (Dependență a bailiwick-ului Guernsey)                                                                     | Senior                                                                 | Michael Beaumont                           | 14 iulie 1974      |
| Sfânta Elena, Ascension și Tristan da Cunha (Saint Helena, Ascension and Tristan da Cunha) | Regatul Unit (Teritoriu de peste mări)                                                                              | Regină a Regatului Unit                                                | Elisabeta a II-a                           | 6 februarie 1952   |
| Sfânta Elena, Ascension și Tristan da Cunha (Saint Helena, Ascension and Tristan da Cunha) | Regatul Unit (Teritoriu de peste mări)                                                                              | Guvernator                                                             | Mark Capes                                 | 29 octombrie 2011  |
| Teritoriul Arctic Britanic (BAT)                                                           | Regatul Unit (Teritoriu de peste mări)                                                                              | Regină a Regatului Unit                                                | Elisabeta a II-a                           | 6 februarie 1952   |
| Teritoriul Arctic Britanic (BAT)                                                           | Regatul Unit (Teritoriu de peste mări)                                                                              | Comisari (succesivi)                                                   | Peter Hayes                                | 17 octombrie 2012  |
| Teritoriul Arctic Britanic (BAT)                                                           | Regatul Unit (Teritoriu de peste mări)                                                                              | Comisari (succesivi)                                                   | Colin Roberts                              | 23 iunie 2008      |
| Teritoriul Arctic Britanic (BAT)                                                           | Regatul Unit (Teritoriu de peste mări)                                                                              | Administrator                                                          | Henry Burgess                              | 2011               |
| Teritoriul Britanic din Oceanul Indian (BIOT)                                              | Regatul Unit (Teritoriu de peste mări)                                                                              | Regină a Regatului Unit                                                | Elisabeta a II-a                           | 6 februarie 1952   |
| Teritoriul Britanic din Oceanul Indian (BIOT)                                              | Regatul Unit (Teritoriu de peste mări)                                                                              | Commisari (succesivi)                                                  | Peter Hayes                                | 17 octombrie 2012  |
| Teritoriul Britanic din Oceanul Indian (BIOT)                                              | Regatul Unit (Teritoriu de peste mări)                                                                              | Commisari (succesivi)                                                  | Colin Roberts                              | 23 iunie 2008      |
| Teritoriul Britanic din Oceanul Indian (BIOT)                                              | Regatul Unit (Teritoriu de peste mări)                                                                              | Administrator                                                          | John McManus                               | aprile 2011        |
| Teritoriul Britanic din Oceanul Indian (BIOT)                                              | Regatul Unit (Teritoriu de peste mări)                                                                              | Reprezentant a comisarului                                             | Richard G.C. Marshall                      | ianuarie 2011      |
| Tristan da Cunha                                                                           | Sfânta Elena, Ascension și Tristan da Cunha (Componentă a teritoriului Sfânta Elena, Ascensión și Tristan da Cunha) | Guvernator al teritoriului Sfânta Elena, Ascensión și Tristan da Cunha | Mark Capes                                 | 29 octombrie 2011  |
| Tristan da Cunha                                                                           | Sfânta Elena, Ascension și Tristan da Cunha (Componentă a teritoriului Sfânta Elena, Ascensión și Tristan da Cunha) | Administrator                                                          | Sean Burns                                 | 15 septembrie 2010 |
| Turks și Caicos, Insulele                                                                  | Regatul Unit (Teritoriu de peste mări)                                                                              | Regină a Regatului Unit                                                | Elisabeta a II-a                           | 6 februarie 1952   |
| Turks și Caicos, Insulele                                                                  | Regatul Unit (Teritoriu de peste mări)                                                                              | Guvernator                                                             | Ric Todd                                   | 12 septembrie 2011 |
| Turks și Caicos, Insulele                                                                  | Regatul Unit (Teritoriu de peste mări)                                                                              | Premieri (succesivi)                                                   | Rufus Ewing                                | 13 noiembrie 2012  |
| Turks și Caicos, Insulele                                                                  | Regatul Unit (Teritoriu de peste mări)                                                                              | Premieri (succesivi)                                                   | Consiliu consultativ (interimar)           | 14 august 2009     |
| Virgine Britanice, Insulele (BVI)                                                          | Regatul Unit (Teritoriu de peste mări)                                                                              | Regină a Regatului Unit                                                | Elisabeta a II-a                           | 6 februarie 1952   |
| Virgine Britanice, Insulele (BVI)                                                          | Regatul Unit (Teritoriu de peste mări)                                                                              | Guvernator                                                             | William Boyd McCleary                      | 20 august 2010     |
| Virgine Britanice, Insulele (BVI)                                                          | Regatul Unit (Teritoriu de peste mări)                                                                              | Premier                                                                | Orlando Smith                              | 9 noiembrie 2011   |

## Departamente și colectivități de peste mări și teritorii cu statut special franceze
| Teritoriu                                                                                       | Suveranitate și statut                                        | Funcția                                                                           | Numele                                       | Începând cu                |
| ----------------------------------------------------------------------------------------------- | ------------------------------------------------------------- | --------------------------------------------------------------------------------- | -------------------------------------------- | -------------------------- |
| Clipperton, Insula                                                                              | Franța (Domeniu public maritim al statului nelocuit)          | PreședintI ai Republicii Franceze (succesivi)                                     | François Hollande                            | 15 mai 2012                |
| Clipperton, Insula                                                                              | Franța (Domeniu public maritim al statului nelocuit)          | PreședintI ai Republicii Franceze (succesivi)                                     | Nicolas Sarkozy                              | 16 mai 2007                |
| Clipperton, Insula                                                                              | Franța (Domeniu public maritim al statului nelocuit)          | Administratori (succesivi)                                                        | Victorin Lurel                               | 16 mai 2012                |
| Clipperton, Insula                                                                              | Franța (Domeniu public maritim al statului nelocuit)          | Administratori (succesivi)                                                        | Marie-Luce Penchard                          | 6 noiembrie 2009           |
| Clipperton, Insula                                                                              | Franța (Domeniu public maritim al statului nelocuit)          | Administratori delegați , (succesivi)                                             | Jean-Pierre Laflaquière                      | 3 septembrie 2012          |
| Clipperton, Insula                                                                              | Franța (Domeniu public maritim al statului nelocuit)          | Administratori delegați , (succesivi)                                             | Richard Didier                               | 24 ianuarie 2011           |
| Domeniile franceze din Israel (Domeniul Național Francez din Țara Sfântă)                       | Franța (Posesiuni ale statului francez)                       | PreședintI ai Republicii Franceze (succesivi)                                     | François Hollande                            | 15 mai 2012                |
| Domeniile franceze din Israel (Domeniul Național Francez din Țara Sfântă)                       | Franța (Posesiuni ale statului francez)                       | PreședintI ai Republicii Franceze (succesivi)                                     | Nicolas Sarkozy                              | 16 mai 2007                |
| Domeniile franceze din Israel (Domeniul Național Francez din Țara Sfântă)                       | Franța (Posesiuni ale statului francez)                       | Miniștri ai Afacerilor Externe al Republicii Franceze                             | Laurent Fabius                               | 16 mai 2012                |
| Domeniile franceze din Israel (Domeniul Național Francez din Țara Sfântă)                       | Franța (Posesiuni ale statului francez)                       | Miniștri ai Afacerilor Externe al Republicii Franceze                             | Alain Juppé                                  | 27 februarie 2011          |
| Domeniile franceze din Israel (Domeniul Național Francez din Țara Sfântă)                       | Franța (Posesiuni ale statului francez)                       | Administrator                                                                     | Frédéric Desagneaux                          | 29 aprilie 2009            |
| Domeniile franceze din insula Sfânta Elena                                                      | Franța (Posesiuni ale statului)                               | PreședintI ai Republicii Franceze (succesivi)                                     | François Hollande                            | 15 mai 2012                |
| Domeniile franceze din insula Sfânta Elena                                                      | Franța (Posesiuni ale statului)                               | PreședintI ai Republicii Franceze (succesivi)                                     | Nicolas Sarkozy                              | 16 mai 2007                |
| Domeniile franceze din insula Sfânta Elena                                                      | Franța (Posesiuni ale statului)                               | Miniștri ai Afacerilor Externe al Republicii Franceze                             | Laurent Fabius                               | 16 mai 2012                |
| Domeniile franceze din insula Sfânta Elena                                                      | Franța (Posesiuni ale statului)                               | Miniștri ai Afacerilor Externe al Republicii Franceze                             | Alain Juppé                                  | 27 februarie 2011          |
| Domeniile franceze din insula Sfânta Elena                                                      | Franța (Posesiuni ale statului)                               | Consul onorar al Franței la Jamestown (Sfânta Elena)                              | Michel Dancoisne-Martineau                   | 1 decembrie 1987           |
| Domeniile franceze din insula Sfânta Elena                                                      | Franța (Posesiuni ale statului)                               | Conservator                                                                       | Michel Dancoisne-Martineau                   | 5 august 1991              |
| Domeniile franceze la Vatican (Fundația Așezămintelor Pioase ale Franței la Roma și la Lorette) | Franța (Posesiuni ale statului)                               | PreședintI ai Republicii Franceze (succesivi)                                     | François Hollande                            | 15 mai 2012                |
| Domeniile franceze la Vatican (Fundația Așezămintelor Pioase ale Franței la Roma și la Lorette) | Franța (Posesiuni ale statului)                               | PreședintI ai Republicii Franceze (succesivi)                                     | Nicolas Sarkozy                              | 16 mai 2007                |
| Domeniile franceze la Vatican (Fundația Așezămintelor Pioase ale Franței la Roma și la Lorette) | Franța (Posesiuni ale statului)                               | Miniștri ai Afacerilor Externe al Republicii Franceze                             | Laurent Fabius                               | 16 mai 2012                |
| Domeniile franceze la Vatican (Fundația Așezămintelor Pioase ale Franței la Roma și la Lorette) | Franța (Posesiuni ale statului)                               | Miniștri ai Afacerilor Externe al Republicii Franceze                             | Alain Juppé                                  | 27 februarie 2011          |
| Domeniile franceze la Vatican (Fundația Așezămintelor Pioase ale Franței la Roma și la Lorette) | Franța (Posesiuni ale statului)                               | Președinți ai Congrgației Generale (succesivi)                                    | Bruno Joubert                                | 9 martie 2012              |
| Domeniile franceze la Vatican (Fundația Așezămintelor Pioase ale Franței la Roma și la Lorette) | Franța (Posesiuni ale statului)                               | Președinți ai Congrgației Generale (succesivi)                                    | Stanislas François Jean Lefebvre de Laboulay | 19 ianuarie 2009           |
| Domeniile franceze la Vatican (Fundația Așezămintelor Pioase ale Franței la Roma și la Lorette) | Franța (Posesiuni ale statului)                               | Administrator al Fundației Așezămintelor Pioase ale Franței la Roma și la Lorette | venerabilul părinte Bernard Ardura           | 15 aprilie 2005            |
| Guadelupa                                                                                       | Franța (Departament de peste mări)                            | Președinți ai Republicii Franceze (succesivi)                                     | François Hollande                            | 15 mai 2012                |
| Guadelupa                                                                                       | Franța (Departament de peste mări)                            | Președinți ai Republicii Franceze (succesivi)                                     | Nicolas Sarkozy                              | 16 mai 2007                |
| Guadelupa                                                                                       | Franța (Departament de peste mări)                            | Prefect                                                                           | Amaury de Saint-Quentin                      | 11 septembrie 2011         |
| Guadelupa                                                                                       | Franța (Departament de peste mări)                            | Președinți ai Consiliului Regional (succesivi)                                    | Josette Borel-Lincertin                      | 3 august 2012              |
| Guadelupa                                                                                       | Franța (Departament de peste mări)                            | Președinți ai Consiliului Regional (succesivi)                                    | Victorin Lurel                               | 2004                       |
| Guadelupa                                                                                       | Franța (Departament de peste mări)                            | Președinte al Consililui General                                                  | Jacques Gillot                               | 23 mars 2001               |
| Guyana Franceză                                                                                 | Franța (Departament de peste mări)                            | Președinți ai Republicii Franceze (succesivi)                                     | François Hollande                            | 15 mai 2012                |
| Guyana Franceză                                                                                 | Franța (Departament de peste mări)                            | Președinți ai Republicii Franceze (succesivi)                                     | Nicolas Sarkozy                              | 16 mai 2007                |
| Guyana Franceză                                                                                 | Franța (Departament de peste mări)                            | Prefect                                                                           | Denis Labbé                                  | 16 mai 2011                |
| Guyana Franceză                                                                                 | Franța (Departament de peste mări)                            | Președinte al Consiliului Regional                                                | Rodolphe Alexandre                           | 26 martie 2010             |
| Guyana Franceză                                                                                 | Franța (Departament de peste mări)                            | Președinte al Consililui General                                                  | Alain Tien-Liong                             | 20 martie 2008             |
| Casa Hauteville (Hauteville House)                                                              | Paris (Proprietate a primăriei Parisului în Insula Guernesey) | Președinți ai Republicii Franceze (succesivi)                                     | François Hollande                            | 15 mai 2012                |
| Casa Hauteville (Hauteville House)                                                              | Paris (Proprietate a primăriei Parisului în Insula Guernesey) | Președinți ai Republicii Franceze (succesivi)                                     | Nicolas Sarkozy                              | 16 mai 2007                |
| Casa Hauteville (Hauteville House)                                                              | Paris (Proprietate a primăriei Parisului în Insula Guernesey) | Miniștri ai Afacerilor Externe al Republicii Franceze                             | Laurent Fabius                               | 16 mai 2012                |
| Casa Hauteville (Hauteville House)                                                              | Paris (Proprietate a primăriei Parisului în Insula Guernesey) | Miniștri ai Afacerilor Externe al Republicii Franceze                             | Alain Juppé                                  | 27 februarie 2011          |
| Casa Hauteville (Hauteville House)                                                              | Paris (Proprietate a primăriei Parisului în Insula Guernesey) | Primar al Parisului                                                               | Bertrand Delanoë                             | 25 martie 2001             |
| Casa Hauteville (Hauteville House)                                                              | Paris (Proprietate a primăriei Parisului în Insula Guernesey) | Consul onorar al Franței la Saint Peter Port (Guernsey)                           | Odile Blanchette                             | ianuarie 2003              |
| Casa Hauteville (Hauteville House)                                                              | Paris (Proprietate a primăriei Parisului în Insula Guernesey) | Conservatoare                                                                     | Odile Blanchette                             | ianuarie 2003              |
| Martinica                                                                                       | Franța · (Departament de peste mări)                          | Președinți ai Republicii Franceze (succesivi)                                     | François Hollande                            | 15 mai 2012                |
| Martinica                                                                                       | Franța · (Departament de peste mări)                          | Președinți ai Republicii Franceze (succesivi)                                     | Nicolas Sarkozy                              | 16 mai 2007                |
| Martinica                                                                                       | Franța · (Departament de peste mări)                          | Prefect                                                                           | Laurent Prévost                              | 30 martie 2011             |
| Martinica                                                                                       | Franța · (Departament de peste mări)                          | Președinte al Consiliului Regional                                                | Serge Letchimy                               | 26 martie 2010             |
| Martinica                                                                                       | Franța · (Departament de peste mări)                          | Președintă a Consililui General                                                   | Josette Manin                                | 31 martie 2011             |
| Mayotte                                                                                         | Franța (Departament de peste mări)                            | Președinți ai Republicii Franceze (succesivi)                                     | François Hollande                            | 15 mai 2012                |
| Mayotte                                                                                         | Franța (Departament de peste mări)                            | Președinți ai Republicii Franceze (succesivi)                                     | Nicolas Sarkozy                              | 16 mai 2007                |
| Mayotte                                                                                         | Franța (Departament de peste mări)                            | Prefect                                                                           | Thomas Degos                                 | 26 iulie 2011              |
| Mayotte                                                                                         | Franța (Departament de peste mări)                            | Președinte al Consililui General                                                  | Daniel Zaïdani                               | 3 aprilie 2011             |
| Noua Caledonie                                                                                  | Franța (Colectivitate de peste mări sui generis)              | Președinți ai Republicii Franceze (succesivi)                                     | François Hollande                            | 15 mai 2012                |
| Noua Caledonie                                                                                  | Franța (Colectivitate de peste mări sui generis)              | Președinți ai Republicii Franceze (succesivi)                                     | Nicolas Sarkozy                              | 16 mai 2007                |
| Noua Caledonie                                                                                  | Franța (Colectivitate de peste mări sui generis)              | Înalt Comisar al Republicii                                                       | Albert Dupuy                                 | 6 octombrie 2010           |
| Noua Caledonie                                                                                  | Franța (Colectivitate de peste mări sui generis)              | Președinte al Guvernului                                                          | Harold Martin                                | 3 martie 2011              |
| Polinezia Franceză                                                                              | Franța (Colectivitate de peste mări)                          | PreședințI ai Republicii Franceze (succesivi)                                     | François Hollande                            | 15 mai 2012                |
| Polinezia Franceză                                                                              | Franța (Colectivitate de peste mări)                          | PreședințI ai Republicii Franceze (succesivi)                                     | Nicolas Sarkozy                              | 16 mai 2007                |
| Polinezia Franceză                                                                              | Franța (Colectivitate de peste mări)                          | Înalți Comisari ai Republicii (succesivi)                                         | Jean-Pierre Laflaquière                      | 3 septembrie 2012          |
| Polinezia Franceză                                                                              | Franța (Colectivitate de peste mări)                          | Înalți Comisari ai Republicii (succesivi)                                         | Richard Didier                               | 24 ianuarie 2011           |
| Polinezia Franceză                                                                              | Franța (Colectivitate de peste mări)                          | Președinte                                                                        | Oscar Temaru                                 | 1 aprilie 2011             |
| Réunion                                                                                         | Franța (Departament de peste mări)                            | PreședintI ai Republicii Franceze (succesivi)                                     | François Hollande                            | 15 mai 2012                |
| Réunion                                                                                         | Franța (Departament de peste mări)                            | PreședintI ai Republicii Franceze (succesivi)                                     | Nicolas Sarkozy                              | 16 mai 2007                |
| Réunion                                                                                         | Franța (Departament de peste mări)                            | Prefecți (succesivi)                                                              | Jean-Luc Marx                                | 27 august 2012             |
| Réunion                                                                                         | Franța (Departament de peste mări)                            | Prefecți (succesivi)                                                              | Michel Lalande                               | 15 februarie 2010          |
| Réunion                                                                                         | Franța (Departament de peste mări)                            | Președinte al Consiliului Regional                                                | Didier Robert                                | 26 martie 2011             |
| Réunion                                                                                         | Franța (Departament de peste mări)                            | Președintă a Consililui General                                                   | Nassimah Dindar                              | 1 aprilie 2004             |
| Sfântul Bartolomeu (Saint Barthélemy)                                                           | Franța (Colectivitate de peste mări)                          | PreședintI ai Republicii Franceze (succesivi)                                     | François Hollande                            | 15 mai 2012                |
| Sfântul Bartolomeu (Saint Barthélemy)                                                           | Franța (Colectivitate de peste mări)                          | PreședintI ai Republicii Franceze (succesivi)                                     | Nicolas Sarkozy                              | 16 mai 2007                |
| Sfântul Bartolomeu (Saint Barthélemy)                                                           | Franța (Colectivitate de peste mări)                          | Prefect                                                                           | Amaury de Saint-Quentin                      | 11 septembrie 2011         |
| Sfântul Bartolomeu (Saint Barthélemy)                                                           | Franța (Colectivitate de peste mări)                          | Prefect delegat                                                                   | Philippe Chopin                              | 12 decembrie 2011          |
| Sfântul Bartolomeu (Saint Barthélemy)                                                           | Franța (Colectivitate de peste mări)                          | Președinte al Consililui Teritorial                                               | Bruno Magras                                 | 15 iulie 2007              |
| Sfântul Martin [Saint Martin (France)]                                                          | Franța (Colectivitate de peste mări)                          | Președinți ai Republicii Franceze (succesivi)                                     | François Hollande                            | 15 mai 2012                |
| Sfântul Martin [Saint Martin (France)]                                                          | Franța (Colectivitate de peste mări)                          | Președinți ai Republicii Franceze (succesivi)                                     | Nicolas Sarkozy                              | 16 mai 2007                |
| Sfântul Martin [Saint Martin (France)]                                                          | Franța (Colectivitate de peste mări)                          | Prefect                                                                           | Amaury de Saint-Quentin                      | 11 septembrie 2011         |
| Sfântul Martin [Saint Martin (France)]                                                          | Franța (Colectivitate de peste mări)                          | Prefect delegat                                                                   | Philippe Chopin                              | 12 decembrie 2011          |
| Sfântul Martin [Saint Martin (France)]                                                          | Franța (Colectivitate de peste mări)                          | Președinți ai Consililui Teritorial (succesivi)                                   | Alain Richardson                             | 1 aprilie 2012             |
| Sfântul Martin [Saint Martin (France)]                                                          | Franța (Colectivitate de peste mări)                          | Președinți ai Consililui Teritorial (succesivi)                                   | Frantz Gumbs                                 | 5 mai 2009                 |
| Sfântul Petru și Miquelon (Saint Pierre et Miquelon)                                            | Franța (Colectivitate de peste mări)                          | PreședintI ai Republicii Franceze (succesivi)                                     | François Hollande                            | 15 mai 2012                |
| Sfântul Petru și Miquelon (Saint Pierre et Miquelon)                                            | Franța (Colectivitate de peste mări)                          | PreședintI ai Republicii Franceze (succesivi)                                     | Nicolas Sarkozy                              | 16 mai 2007                |
| Sfântul Petru și Miquelon (Saint Pierre et Miquelon)                                            | Franța (Colectivitate de peste mări)                          | Prefect                                                                           | Patrice Latron                               | 12 decembrie 2011          |
| Sfântul Petru și Miquelon (Saint Pierre et Miquelon)                                            | Franța (Colectivitate de peste mări)                          | Președinte al Consililui Teritorial                                               | Stéphane Artano                              | 21 februarie 2007          |
| Teritoriile australe și antarctice franceze (TAAF)                                              | Franța (Teritoriu de peste mări)                              | PreședintI ai Republicii Franceze (succesivi)                                     | François Hollande                            | 15 mai 2012                |
| Teritoriile australe și antarctice franceze (TAAF)                                              | Franța (Teritoriu de peste mări)                              | PreședintI ai Republicii Franceze (succesivi)                                     | Nicolas Sarkozy                              | 16 mai 2007                |
| Teritoriile australe și antarctice franceze (TAAF)                                              | Franța (Teritoriu de peste mări)                              | Prefecți administratori superiori (succesivi)                                     | Pascal Bolot                                 | 10 aprilie 2012            |
| Teritoriile australe și antarctice franceze (TAAF)                                              | Franța (Teritoriu de peste mări)                              | Prefecți administratori superiori (succesivi)                                     | Christian Gaudin                             | 6 octombrie 2010           |
| Wallis și Futuna (vezi și : §13)                                                                | Franța (Colectivitate de peste mări)                          | PreședintI ai Republicii Franceze (succesivi)                                     | François Hollande                            | 15 mai 2012                |
| Wallis și Futuna (vezi și : §13)                                                                | Franța (Colectivitate de peste mări)                          | PreședintI ai Republicii Franceze (succesivi)                                     | Nicolas Sarkozy                              | 16 mai 2007                |
| Wallis și Futuna (vezi și : §13)                                                                | Franța (Colectivitate de peste mări)                          | Administrator superior                                                            | Michel Jeanjean                              | 12 iulie 2010              |
| Wallis și Futuna (vezi și : §13)                                                                | Franța (Colectivitate de peste mări)                          | Președinții Adunării Teritoriale (succesivi)                                      | Sosefo Suve                                  | 28 noiembrie 2012          |
| Wallis și Futuna (vezi și : §13)                                                                | Franța (Colectivitate de peste mări)                          | Președinții Adunării Teritoriale (succesivi)                                      | Vetelino Nau                                 | 4 aprile 2012              |
| Wallis și Futuna (vezi și : §13)                                                                | Franța (Colectivitate de peste mări)                          | Președinții Adunării Teritoriale (succesivi)                                      | Pesamino Taputai                             | noiembrie / decembrie 2011 |

## Dependințe și teritorii speciale ale Norvegiei
| Teritoriu         | Suveranitate și statut                          | Funcția                                                 | Numele             | Începând cu        |
| ----------------- | ----------------------------------------------- | ------------------------------------------------------- | ------------------ | ------------------ |
| Bouvet, Insula    | Norvegia · (Dependență nelocuită)               | Rege al Norvegiei                                       | Harald al V-lea ,  | 17 ianuarie 1991   |
| Bouvet, Insula    | Norvegia · (Dependență nelocuită)               | Directoare generală a Departamentului Afacerilor Polare | Kjerstin Askholt   | 2006               |
| Bouvet, Insula    | Norvegia · (Dependență nelocuită)               | Director al Institului Polar Norvegian                  | Jan-Gunnar Winther | 2005               |
| Jan Mayen, Insula | Norvegia · (Componentă a Regatului Norvegiei)   | Rege al Norvegiei                                       | Harald al V-lea ,  | 17 ianuarie 1991   |
| Jan Mayen, Insula | Norvegia · (Componentă a Regatului Norvegiei)   | Administratoare                                         | Hill-Marta Solberg | 21 septembrie 2007 |
| Petru I, Insula   | Norvegia · (Dependență nelocuită)               | Rege al Norvegiei                                       | Harald al V-lea ,  | 17 ianuarie 1991   |
| Petru I, Insula   | Norvegia · (Dependență nelocuită)               | Directoare generală a Departamentului Afacerilor Polare | Kjerstin Askholt   | 2006               |
| Petru I, Insula   | Norvegia · (Dependență nelocuită)               | Director al Institului Polar Norvegian                  | Jan-Gunnar Winther | 2005               |
| Svalbard          | Norvegia · (Teritoriu cu suveranitate specială) | Rege al Norvegiei                                       | Harald al V-lea ,  | 17 ianuarie 1991   |
| Svalbard          | Norvegia · (Teritoriu cu suveranitate specială) | Guvernator (Sysselmann)                                 | Odd Olsen Ingerø   | 16 septembrie 2009 |
| Țara Reginei Maud | Norvegia · (Dependență nelocuită)               | Rege al Norvegiei                                       | Harald al V-lea ,  | 17 ianuarie 1991   |
| Țara Reginei Maud | Norvegia · (Dependență nelocuită)               | Directoare generală a Departamentului Afacerilor Polare | Kjerstin Askholt   | 2006               |
| Țara Reginei Maud | Norvegia · (Dependență nelocuită)               | Director al Institului Polar Norvegian                  | Jan-Gunnar Winther | 2005               |

## Dependințe și teritorii speciale ale Noii-Zeelande
| Teritoriu        | Suveranitate și statut                                 | Funcția                                        | Numele                   | Începând cu       |
| ---------------- | ------------------------------------------------------ | ---------------------------------------------- | ------------------------ | ----------------- |
| Cook, Insulele   | Noua Zeelandă · (Stat independent în liberă asociere)  | Regină a Noii Zeelende                         | Elisabeta a II-a         | 6 februarie 1952  |
| Cook, Insulele   | Noua Zeelandă · (Stat independent în liberă asociere)  | Reprezentant al reginei                        | Frederick Goodwin        | 9 februarie 2001  |
| Cook, Insulele   | Noua Zeelandă · (Stat independent în liberă asociere)  | Înalt Comisar al Noii Zeelande                 | sir John McGregor Carter | 1 august 2011     |
| Cook, Insulele   | Noua Zeelandă · (Stat independent în liberă asociere)  | Prim-ministru                                  | Henry Puna               | 30 noiembrie 2010 |
| Niue, Insule     | Noua Zeelandă · (Teritoriu autonom în liberă asociere) | Regină a Noii Zeelende                         | Elisabeta a II-a         | 6 februarie 1952  |
| Niue, Insule     | Noua Zeelandă · (Teritoriu autonom în liberă asociere) | Guvernator general                             | sir Jerry Mateparae      | 31 august 2011    |
| Niue, Insule     | Noua Zeelandă · (Teritoriu autonom în liberă asociere) | Înalt Comisar al Noii Zeelande                 | Marc Blumsky             | octombrie 2010    |
| Niue, Insule     | Noua Zeelandă · (Teritoriu autonom în liberă asociere) | Premier                                        | Toke Tufukia Talagi      | 19 iunie 2008     |
| Ross, Dependența | Noua Zeelandă · (Dependență nelocuită)                 | Regină a Noii Zeelende                         | Elisabeta a II-a         | 6 februarie 1952  |
| Ross, Dependența | Noua Zeelandă · (Dependență nelocuită)                 | Guvernator general al Noii Zeelende            | sir Jerry Mateparae      | 31 august 2011    |
| Ross, Dependența | Noua Zeelandă · (Dependență nelocuită)                 | Director general al Antarcticii Noii Zeelende  | Lou Sanson               | august 2002       |
| Tokelau          | Noua Zeelandă · (Teritoriu autonom în liberă asociere) | Regină a Noii Zeelende                         | Elisabeta a II-a         | 6 februarie 1952  |
| Tokelau          | Noua Zeelandă · (Teritoriu autonom în liberă asociere) | Guvernator general al Noii Zeelende            | sir Jerry Mateparae      | 31 august 2011    |
| Tokelau          | Noua Zeelandă · (Teritoriu autonom în liberă asociere) | Administrator                                  | Jonathan Kings           | februarie 2011    |
| Tokelau          | Noua Zeelandă · (Teritoriu autonom în liberă asociere) | Șefi al Guvernului (Ulu o Tokelau) (succesivi) | Kelihiano Kalolo         | februarie 2012    |
| Tokelau          | Noua Zeelandă · (Teritoriu autonom în liberă asociere) | Șefi al Guvernului (Ulu o Tokelau) (succesivi) | Foua Toloa               | 11 martie 2011    |

## Teritorii speciale ale Statelor Unite ale Americii
| Teritoriu                                         | Suveranitate și statut                                                               | Funcția                                                                       | Numele               | Începând cu        |
| ------------------------------------------------- | ------------------------------------------------------------------------------------ | ----------------------------------------------------------------------------- | -------------------- | ------------------ |
| Baker, Insula                                     | Statele Unite ale Americii · (Teritoriu neîncorporat, neorganizat, nelocuit)         | Președinte al Statelor Unite ale Americii                                     | Barack Obama         | 20 ianuarie 2009   |
| Baker, Insula                                     | Statele Unite ale Americii · (Teritoriu neîncorporat, neorganizat, nelocuit)         | Director al Servicului Pescuitului și Faunei al Statelor Unite ale Americii   | Daniel M. Ashe       | 1 iulie 2011       |
| Guam                                              | Statele Unite ale Americii · (Teritoriu neîncorporat, organizat)                     | Președinte al Statelor Unite ale Americii                                     | Barack Obama         | 20 ianuarie 2009   |
| Guam                                              | Statele Unite ale Americii · (Teritoriu neîncorporat, organizat)                     | Guvernator                                                                    | Eddie Calvo          | 3 ianuarie 2011    |
| Guantanamo, Stația Navală Golful (Gitmo sau GTMO) | Statele Unite ale Americii · (Bază navală închiriată)                                | Președinte al Statelor Unite ale Americii                                     | Barack Obama         | 20 ianuarie 2009   |
| Guantanamo, Stația Navală Golful (Gitmo sau GTMO) | Statele Unite ale Americii · (Bază navală închiriată)                                | Comandanți ai bazei (succesivi)                                               | John R. Nettleton    | 29 iunie 2012      |
| Guantanamo, Stația Navală Golful (Gitmo sau GTMO) | Statele Unite ale Americii · (Bază navală închiriată)                                | Comandanți ai bazei (succesivi)                                               | Kirk Hibbert         | 23 septembrie 2010 |
| Howland, Insula                                   | Statele Unite ale Americii · (Teritoriu neîncorporat, neorganizat, nelocuit)         | Președinte al Statelor Unite ale Americii                                     | Barack Obama         | 20 ianuarie 2009   |
| Howland, Insula                                   | Statele Unite ale Americii · (Teritoriu neîncorporat, neorganizat, nelocuit)         | Director al Servicului Pescuitului și Faunei al Statelor Unite ale Americii   | Daniel M. Ashe       | 1 iulie 2011       |
| Jarvis, Insula                                    | Statele Unite ale Americii · (Teritoriu neîncorporat, neorganizat, nelocuit)         | Președinte al Statelor Unite ale Americii                                     | Barack Obama         | 20 ianuarie 2009   |
| Jarvis, Insula                                    | Statele Unite ale Americii · (Teritoriu neîncorporat, neorganizat, nelocuit)         | Director al Servicului Pescuitului și Faunei al Statelor Unite ale Americii   | Daniel M. Ashe       | 1 iulie 2011       |
| Johnston, Atolul '                                | Statele Unite ale Americii · (Teritoriu neîncorporat, neorganizat, nelocuit)         | Președinte al Statelor Unite ale Americii                                     | Barack Obama         | 20 ianuarie 2009   |
| Johnston, Atolul '                                | Statele Unite ale Americii · (Teritoriu neîncorporat, neorganizat, nelocuit)         | Director al Servicului Pescuitului și Faunei al Statelor Unite ale Americii , | Daniel M. Ashe       | 1 iulie 2011       |
| Kingman Reciful                                   | Statele Unite ale Americii · (Teritoriu neîncorporat, neorganizat, nelocuit)         | Președinte al Statelor Unite ale Americii                                     | Barack Obama         | 20 ianuarie 2009   |
| Kingman Reciful                                   | Statele Unite ale Americii · (Teritoriu neîncorporat, neorganizat, nelocuit)         | Director al Servicului Pescuitului și Faunei al Statelor Unite ale Americii   | Daniel M. Ashe       | 1 iulie 2011       |
| Mariane de Nord, Insulele                         | Statele Unite ale Americii · (Stat liber asociat, teritoriu neîncorporat, organizat) | Președinte al Statelor Unite ale Americii                                     | Barack Obama         | 20 ianuarie 2009   |
| Mariane de Nord, Insulele                         | Statele Unite ale Americii · (Stat liber asociat, teritoriu neîncorporat, organizat) | Guvernator                                                                    | Benigno Fitial       | 9 ianuarie 2006    |
| Midway, Atolul                                    | Statele Unite ale Americii · (Teritoriu neîncorporat, neorganizat, nelocuit)         | Președinte al Statelor Unite ale Americii                                     | Barack Obama         | 20 ianuarie 2009   |
| Midway, Atolul                                    | Statele Unite ale Americii · (Teritoriu neîncorporat, neorganizat, nelocuit)         | Director al Servicului Pescuitului și Faunei al Statelor Unite ale Americii   | Daniel M. Ashe       | 1 iulie 2011       |
| Navasa, Insula                                    | Statele Unite ale Americii · (Teritoriu neîncorporat, neorganizat, nelocuit)         | Președinte al Statelor Unite ale Americii                                     | Barack Obama         | 20 ianuarie 2009   |
| Navasa, Insula                                    | Statele Unite ale Americii · (Teritoriu neîncorporat, neorganizat, nelocuit)         | Director al Servicului Pescuitului și Faunei al Statelor Unite ale Americii   | Daniel M. Ashe       | 1 iulie 2011       |
| Palmyra, Atolul                                   | Statele Unite ale Americii · (Teritoriu neîncorporat, neorganizat, nelocuit)         | Președinte al Statelor Unite ale Americii                                     | Barack Obama         | 20 ianuarie 2009   |
| Palmyra, Atolul                                   | Statele Unite ale Americii · (Teritoriu neîncorporat, neorganizat, nelocuit)         | Director al Servicului Pescuitului și Faunei al Statelor Unite ale Americii , | Daniel M. Ashe       | 1 iulie 2011       |
| Palmyra, Atolul                                   | Statele Unite ale Americii · (Teritoriu neîncorporat, neorganizat, nelocuit)         | Subsecretar pentru Afacerile Insulare al Statelor Unite ale Americii ,        | Anthony M. Babuta    | septembrie 2009    |
| Palmyra, Atolul                                   | Statele Unite ale Americii · (Teritoriu neîncorporat, neorganizat, nelocuit)         | Gestionar                                                                     | Jordan Jokiel        | 2011?              |
| Porto Rico                                        | Statele Unite ale Americii · (Stat liber asociat, teritoriu neîncorporat, organizat) | Președinte al Statelor Unite ale Americii                                     | Barack Obama         | 20 ianuarie 2009   |
| Porto Rico                                        | Statele Unite ale Americii · (Stat liber asociat, teritoriu neîncorporat, organizat) | Guvernator                                                                    | Luis Fortuño         | 2 ianuarie 2009    |
| Samoa Americană                                   | Statele Unite ale Americii · (Teritoriu neîncorporat, organizat)                     | Președinte al Statelor Unite ale Americii                                     | Barack Obama         | 20 ianuarie 2009   |
| Samoa Americană                                   | Statele Unite ale Americii · (Teritoriu neîncorporat, organizat)                     | Guvernator                                                                    | Togiola Tulafono     | 26 martie 2003     |
| Virgine Americane, Insulele                       | Statele Unite ale Americii · (Teritoriu neîncorporat, organizat)                     | Președinte al Statelor Unite ale Americii                                     | Barack Obama         | 20 ianuarie 2009   |
| Virgine Americane, Insulele                       | Statele Unite ale Americii · (Teritoriu neîncorporat, organizat)                     | Guvernator                                                                    | John de Jongh        | 1 ianuarie 2007    |
| Wake, Insula sau Atolul Wake                      | Statele Unite ale Americii · (Teritoriu neîncorporat, neorganizat, nelocuit)         | Președinte al Statelor Unite ale Americii                                     | Barack Obama         | 20 ianuarie 2009   |
| Wake, Insula sau Atolul Wake                      | Statele Unite ale Americii · (Teritoriu neîncorporat, neorganizat, nelocuit)         | Administrator                                                                 | Anthony M. Babuta    | septembrie 2009    |
| Wake, Insula sau Atolul Wake                      | Statele Unite ale Americii · (Teritoriu neîncorporat, neorganizat, nelocuit)         | Guvernator                                                                    | Charles A. Blanchard | iunie 2009         |

## Teritorii speciale ale Regatului Țărilor de Jos
| Teritoriu                                 | Suveranitate și statut                                                                                     | Funcția                                                                           | Numele                                     | Începând cu                            |
| ----------------------------------------- | --- | --------------------------------------------------------------------------------- | ------------------------------------------ | -------------------------------------- |
| Aruba                                     | Țările de Jos · (Stat constitutiv al Regatului Țărilor de Jos)                                             | Regină a Țărilor de Jos                                                           | Beatrix                                    | 30 aprilie 1980                        |
| Aruba                                     | Țările de Jos · (Stat constitutiv al Regatului Țărilor de Jos)                                             | Guvernator                                                                        | Fredis Refunjol                            | 1 mai 2004                             |
| Aruba                                     | Țările de Jos · (Stat constitutiv al Regatului Țărilor de Jos)                                             | Prim-ministru (ministru președinte)                                               | Mike Eman                                  | 30 octombrie 2009                      |
| Bonaire                                   | Țările de Jos · [Municipalitate specială (entitate publlică caraibiană) în cadrul statului Țările de Jos.] | Beatrix                                                                           | 30 aprilie 1980                            |                                        |
| Bonaire                                   | Țările de Jos · [Municipalitate specială (entitate publlică caraibiană) în cadrul statului Țările de Jos.] | Prim-ministru al Țărilor de Jos                                                   | Mark Rutte                                 | 14 octombrie 2010                      |
| Bonaire                                   | Țările de Jos · [Municipalitate specială (entitate publlică caraibiană) în cadrul statului Țările de Jos.] | Reprezentant național pentru entitățile publice Bonaire, Saba și Sfântul Eustatie | Wilbert Stolte                             | 1 mai 2011                             |
| Bonaire                                   | Țările de Jos · [Municipalitate specială (entitate publlică caraibiană) în cadrul statului Țările de Jos.] | Locotenent guvernatori (gezaghebbers) (succesivi)                                 | Lydia Emerencia                            | 1 martie 2012                          |
| Bonaire                                   | Țările de Jos · [Municipalitate specială (entitate publlică caraibiană) în cadrul statului Țările de Jos.] | Locotenent guvernatori (gezaghebbers) (succesivi)                                 | Peter Silberie (interimar)                 | 1 ianuarie 2012                        |
| Bonaire                                   | Țările de Jos · [Municipalitate specială (entitate publlică caraibiană) în cadrul statului Țările de Jos.] | Locotenent guvernatori (gezaghebbers) (succesivi)                                 | Glenn Thodé                                | 24 octombrie 2008                      |
| Curaçao                                   | Țările de Jos · (Stat constitutiv al Regatului Țărilor de Jos)                                             | Regină a Țărilor de Jos                                                           | Beatrix                                    | 30 aprilie 1980                        |
| Curaçao                                   | Țările de Jos · (Stat constitutiv al Regatului Țărilor de Jos)                                             | Guvernatori (succesivi)                                                           | Adeel P. van der Pluijm-Vrede (interimară) | 24 noiembrie 2012                      |
| Curaçao                                   | Țările de Jos · (Stat constitutiv al Regatului Țărilor de Jos)                                             | Guvernatori (succesivi)                                                           | Adeel P. van der Pluijm-Vrede (interimară) | 27 septembrie 2012 - 24 noiembrie 2012 |
| Curaçao                                   | Țările de Jos · (Stat constitutiv al Regatului Țărilor de Jos)                                             | Guvernatori (succesivi)                                                           | Frits Goedgedrag ,                         | 10 octombrie 2010                      |
| Curaçao                                   | Țările de Jos · (Stat constitutiv al Regatului Țărilor de Jos)                                             | Primi-miniștri (miniștri președinți) (succesivi)                                  | Daniel Hodge                               | 31 decembrie 2012                      |
| Curaçao                                   | Țările de Jos · (Stat constitutiv al Regatului Țărilor de Jos)                                             | Primi-miniștri (miniștri președinți) (succesivi)                                  | Stanley Betrian (interimar)                | 29 septembrie 2012                     |
| Curaçao                                   | Țările de Jos · (Stat constitutiv al Regatului Țărilor de Jos)                                             | Primi-miniștri (miniștri președinți) (succesivi)                                  | Gerrit Fransisco Schotte                   | 10 octombrie 2010                      |
| Saba                                      | Țările de Jos · [Municipalitate specială (entitate publlică caraibiană) în cadrul statului Țările de Jos.] | Regină a Țărilor de Jos                                                           | Beatrix                                    | 30 aprilie 1980                        |
| Saba                                      | Țările de Jos · [Municipalitate specială (entitate publlică caraibiană) în cadrul statului Țările de Jos.] | Prim-ministru al Țărilor de Jos                                                   | Mark Rutte                                 | 14 octombrie 2010                      |
| Saba                                      | Țările de Jos · [Municipalitate specială (entitate publlică caraibiană) în cadrul statului Țările de Jos.] | Reprezentant național pentru entitățile publice Bonaire, Saba și Sfântul Eustatie | Wilbert Stolte                             | 1 mai 2011                             |
| Saba                                      | Țările de Jos · [Municipalitate specială (entitate publlică caraibiană) în cadrul statului Țările de Jos.] | Locotenent guvernator (gezaghebber)                                               | Jonathan G.A. Johnson                      | 2 iulie 2008                           |
| Sfântul Eustatie (Sint Eustatius)         | Țările de Jos · [Municipalitate specială (entitate publlică caraibiană) în cadrul statului Țările de Jos]  | Regină a Țărilor de Jos                                                           | Beatrix                                    | 30 aprilie 1980                        |
| Sfântul Eustatie (Sint Eustatius)         | Țările de Jos · [Municipalitate specială (entitate publlică caraibiană) în cadrul statului Țările de Jos]  | Prim-ministru al Țărilor de Jos                                                   | Mark Rutte                                 | 14 octombrie 2010                      |
| Sfântul Eustatie (Sint Eustatius)         | Țările de Jos · [Municipalitate specială (entitate publlică caraibiană) în cadrul statului Țările de Jos]  | Reprezentant național pentru entitățile publice Bonaire, Saba și Sfântul Eustatie | Wilbert Stolte                             | 1 mai 2011                             |
| Sfântul Eustatie (Sint Eustatius)         | Țările de Jos · [Municipalitate specială (entitate publlică caraibiană) în cadrul statului Țările de Jos]  | Locotenent guvernator (gezaghebber)                                               | Gerald Berkel                              | 1 aprilie 2010                         |
| Sfântul Martin [Sint Maarten (Nederland)] | Țările de Jos · (Stat constitutiv al Regatului Țărilor de Jos)                                             | Regină a Țărilor de Jos                                                           | Beatrix                                    | 30 aprilie 1980                        |
| Sfântul Martin [Sint Maarten (Nederland)] | Țările de Jos · (Stat constitutiv al Regatului Țărilor de Jos)                                             | Guvernator                                                                        | Eugene Holiday                             | 10 octombrie 2010                      |
| Sfântul Martin [Sint Maarten (Nederland)] | Țările de Jos · (Stat constitutiv al Regatului Țărilor de Jos)                                             | Prim-ministru (ministru președinte)                                               | Sarah Wescot-Williams                      | 10 octombrie 2010                      |

## Alte teritorii nesuverane
| Teritoriu                                              | Suveranitate și statut                                                           | Funcția                                                                                             | Numele                                       | Începând cu                   |
| ------------------------------------------------------ | -------------------------------------------------------------------------------- | --------------------------------------------------------------------------------------------------- | -------------------------------------------- | ----------------------------- |
| Adjaria (Acaristan)                                    | Georgia · (Republică autonomă)                                                   | Președinte al Georgiei                                                                              | Miheil Saakașvili                            | 20 ianuarie 2008              |
| Adjaria (Acaristan)                                    | Georgia · (Republică autonomă)                                                   | Președinți ai Consiliului Suprem (succesivi)                                                        | Avtandil Beridze                             | 28 octombrie 2012             |
| Adjaria (Acaristan)                                    | Georgia · (Republică autonomă)                                                   | Președinți ai Consiliului Suprem (succesivi)                                                        | Mikheil Makharadze                           | 20 iulie 2004                 |
| Adjaria (Acaristan)                                    | Georgia · (Republică autonomă)                                                   | Președințî ai Guvernului (succesivi)                                                                | Archil Khabadze                              | 30 octombrie 2012             |
| Adjaria (Acaristan)                                    | Georgia · (Republică autonomă)                                                   | Președințî ai Guvernului (succesivi)                                                                | Levan Varshalomidze                          | 20 iulie 2004                 |
| Alo                                                    | Wallis și Futuna (Regat tradițional)                                             | Administrator superior al Wallis și Futuna                                                          | Michel Jeanjean                              | 12 iulie 2010                 |
| Alo                                                    | Wallis și Futuna (Regat tradițional)                                             | Rege (Tu`i Agaifo)                                                                                  | funcție vacantă                              | 22 ianuarie 2010              |
| Alo                                                    | Wallis și Futuna (Regat tradițional)                                             | Prim-ministru (Tiafo)                                                                               | Atonio Tuiseka                               | 2008 ?                        |
| Antarctica                                             | Statele semnatare ale Tratatului Antarcticii (Teritoriu cu statut intrenational) | Secretar Executiv al Secretariatului Tratatului Antarctic                                           | Manfred Reinke (Germania)                    | 1 septembrie 2009             |
| Antarctica Argentiniană                                | Argentina · (Teritoriu revendicat)                                               | Președinți ai Națiunii Argentiniene                                                                 | Amado Boudou (interimar)                     | 4 ianuarie - 24 ianuarie 2012 |
| Antarctica Argentiniană                                | Argentina · (Teritoriu revendicat)                                               | Președinți ai Națiunii Argentiniene                                                                 | Cristina Fernández de Kirchner               | 10 decembrie 2007             |
| Antarctica Argentiniană                                | Argentina · (Teritoriu revendicat)                                               | Guvernatoare a provinciei argentiniene Tierra del Fuego, Antarctica și Insulele Atlanticului de Sud | Fabiana Rios                                 | 10 decembrie 2007             |
| Antarctica Braziliană                                  | Brazilia · (Teritoriu revendicat informal de Brazilia)                           | Președintă a Republicii Federale Brazilia                                                           | Dilma Rousseff                               | 1 ianuarie 2011               |
| Antarctica Braziliană                                  | Brazilia · (Teritoriu revendicat informal de Brazilia)                           | Coordonator al Comisiei Interministeriale Braziliene pentru Resurse Maritime                        | Julio Soares de Moura Neto                   | 1 martie 2007                 |
| Antarctica Chiliană                                    | Chile · (Teritoriu revendicat)                                                   | Președinte al Republicii Chile                                                                      | Sebastián Piñera                             | 11 martie 2010                |
| Antarctica Chiliană                                    | Chile · (Teritoriu revendicat)                                                   | Guvernator al provinciei Antartica Chileană                                                         | Nelson Cárcamo Barrera                       | 16 martie 2010                |
| Athos, Statul Teocratic al Sfîntului Munte             | Grecia · (Republică monastică autonomă)                                          | Șefi ai statului (succesivi)                                                                        | Dimítris Avramópoulos                        | 21 iunie 2012                 |
| Athos, Statul Teocratic al Sfîntului Munte             | Grecia · (Republică monastică autonomă)                                          | Șefi ai statului (succesivi)                                                                        | Petros G. Molyviatis                         | 17 mai 2012                   |
| Athos, Statul Teocratic al Sfîntului Munte             | Grecia · (Republică monastică autonomă)                                          | Șefi ai statului (succesivi)                                                                        | Stavros Dimas                                | 11 nolembrie 2011             |
| Athos, Statul Teocratic al Sfîntului Munte             | Grecia · (Republică monastică autonomă)                                          | Administrator laic                                                                                  | Aristos Kasmiroglou                          | 31 mai 2010                   |
| Athos, Statul Teocratic al Sfîntului Munte             | Grecia · (Republică monastică autonomă)                                          | Lider spiritual                                                                                     | Bartolomeu I                                 | 22 octombrie 1991             |
| Athos, Statul Teocratic al Sfîntului Munte             | Grecia · (Republică monastică autonomă)                                          | Protoi (succesivi)                                                                                  | geron Maximos (Mănăstirea Iviru)             | 14 iunie 2012                 |
| Athos, Statul Teocratic al Sfîntului Munte             | Grecia · (Republică monastică autonomă)                                          | Protoi (succesivi)                                                                                  | geron Barnabas (Mănăstirea Vatopedu)         | 14 iunie 2011                 |
| Azore, Insulele                                        | Portugalia · (Regiune autonomă)                                                  | Președinte al Republicii Portugheze                                                                 | Aníbal Cavaco Silva                          | 9 martie 2006                 |
| Azore, Insulele                                        | Portugalia · (Regiune autonomă)                                                  | Reprezentant al Republicii Portugheze                                                               | Pedro Manuel dos Reis Alves Catarino         | 11 aprilie 2011               |
| Azore, Insulele                                        | Portugalia · (Regiune autonomă)                                                  | Președinți ai Guvernului (succesivi)                                                                | Vasco Cordeiro                               | 6 noiembrie 2012              |
| Azore, Insulele                                        | Portugalia · (Regiune autonomă)                                                  | Președinți ai Guvernului (succesivi)                                                                | Carlos Manuel Martins do Vale César          | 9 noiembrie 1996              |
| Åland, Insulele (sau Insulele Aaland)                  | Finlanda · (Regiune autonomă)                                                    | Președinți ai Republicii Finlanda (succesivi)                                                       | Sauli Niinistö                               | 1 martie 2012                 |
| Åland, Insulele (sau Insulele Aaland)                  | Finlanda · (Regiune autonomă)                                                    | Președinți ai Republicii Finlanda (succesivi)                                                       | Tarja Halonen                                | 1 martie 2000                 |
| Åland, Insulele (sau Insulele Aaland)                  | Finlanda · (Regiune autonomă)                                                    | Guvernator (Landshövding)                                                                           | Peter Lindbäck                               | 5 martie 1999                 |
| Åland, Insulele (sau Insulele Aaland)                  | Finlanda · (Regiune autonomă)                                                    | Prim-ministru (lantråd)                                                                             | Camilla Gunell                               | 25 noiembrie 2011             |
| Badahșanul de Munte (sau Gorno Badahșan, GBAO)         | Tadjikistan · (Regiune autonomă)                                                 | Președinte al Republicii Tadjikistan                                                                | Emomali Rahmon                               | 19 noiembrie 1992             |
| Badahșanul de Munte (sau Gorno Badahșan, GBAO)         | Tadjikistan · (Regiune autonomă)                                                 | Președinte al Hukumat                                                                               | Kadyr Kasymov                                | 25 noiembrie 2006             |
| Bajo Nuevo, Bancul (sau Insula Petrel)                 | Columbia · (Insulǎ nelocuitǎ)                                                    | Președinte al Republicii Columbia                                                                   | Juan Manuel Santos                           | 7 august 2010                 |
| Bajo Nuevo, Bancul (sau Insula Petrel)                 | Columbia · (Insulǎ nelocuitǎ)                                                    | Guvernator al departamentului San Andrés y Providencia                                              | Aury Socorro Guerrero Bowie                  | 1 ianuarie 2012               |
| Barbuda                                                | Antigua și Barbuda · (Depedență autonomă)                                        | Regină a Antiguei și Barbudei                                                                       | Elisabeta a II-a                             | 1 noiembrie 1981              |
| Barbuda                                                | Antigua și Barbuda · (Depedență autonomă)                                        | Guvernatoare generală a Antiguei și Barbudei                                                        | dame Louise Lake-Tack                        | 17 iulie 2007                 |
| Barbuda                                                | Antigua și Barbuda · (Depedență autonomă)                                        | Președinte al Consiliului Barbudei                                                                  | Kelvin Punter                                | 31 martie 2009                |
| Bougainville, Insulele                                 | Papua Noua Guinee · (Regiune autonomă)                                           | Regină a Papua Noua Guinee                                                                          | Elisabeta a II-a                             | 16 septembrie 1971            |
| Bougainville, Insulele                                 | Papua Noua Guinee · (Regiune autonomă)                                           | Guvernator general al Papua Noua Guinee                                                             | sir Michael Ogio ,                           | 20 decembrie 2010             |
| Bougainville, Insulele                                 | Papua Noua Guinee · (Regiune autonomă)                                           | Președinte                                                                                          | John Momis                                   | 10 ianuarie 2010              |
| Canare, Insulele                                       | Spania · (Comunitate autonomă a Spaniei)                                         | Rege al Spaniei                                                                                     | Juan Carlos I                                | 22 noiembrie 1975             |
| Canare, Insulele                                       | Spania · (Comunitate autonomă a Spaniei)                                         | Delegată a Guvernului spaniol                                                                       | María del Carmen Hernández Bento             | 31 decembrie 2011             |
| Canare, Insulele                                       | Spania · (Comunitate autonomă a Spaniei)                                         | Președinte al Guvernului                                                                            | Paulino Rivero                               | 13 iulie 2007                 |
| Carriacou și Petite Martinique                         | Grenada · (Dependență de jure autonomă)                                          | Regină a Grenadei                                                                                   | Elisabeta a II-a                             | 7 februarie 1974              |
| Carriacou și Petite Martinique                         | Grenada · (Dependență de jure autonomă)                                          | Guvernator general al Grenadei                                                                      | sir Carlyle Glean                            | 27 noiembrie 2008             |
| Carriacou și Petite Martinique                         | Grenada · (Dependență de jure autonomă)                                          | Ministru însărcinat cu Carriacou și Petite Martinique                                               | George Prime                                 | 9 iulie 2008                  |
| Ceuta                                                  | Spania · (Oraș autonom al Spaniei)                                               | Rege al Spaniei                                                                                     | Juan Carlos I                                | 22 noiembrie 1975             |
| Ceuta                                                  | Spania · (Oraș autonom al Spaniei)                                               | Delegat al Guvernului spaniol                                                                       | Francisco Antonio González Pérez             | 31 decembrie 2011             |
| Ceuta                                                  | Spania · (Oraș autonom al Spaniei)                                               | Primar președinte                                                                                   | Juan Jesús Vivas Lara                        | 7 februarie 2001              |
| Crimeea                                                | Ucraina · (Republică autonomă)                                                   | Președinte al Republicii Ucraina                                                                    | Viktor Ianukovici                            | 25 februarie 2010             |
| Crimeea                                                | Ucraina · (Republică autonomă)                                                   | Reprezentant al președintelui Ucrainei                                                              | Viktor Plakida ,                             | 8 iunie 2011                  |
| Crimeea                                                | Ucraina · (Republică autonomă)                                                   | Președinte al Consiliului Suprem                                                                    | Volodymyr Konstantynov                       | 17 martie 2010                |
| Crimeea                                                | Ucraina · (Republică autonomă)                                                   | Prim-ministru                                                                                       | Anatoliy Mogilev                             | 11 noiembrie 2011             |
| Feroe, Insulele (sau Insulele Færøerne)                | Danemarca · (Regiune autonomă)                                                   | Regină a Danemarcei                                                                                 | Margareta a II-a                             | 14 ianuarie 1972              |
| Feroe, Insulele (sau Insulele Færøerne)                | Danemarca · (Regiune autonomă)                                                   | Înalt comisar (Rigsombudsmand)                                                                      | Dan M. Knudsen                               | 1 ianuarie 2008               |
| Feroe, Insulele (sau Insulele Færøerne)                | Danemarca · (Regiune autonomă)                                                   | Prim-ministru (Løgmað)                                                                              | Kaj Leo Johannesen                           | 26 septembrie 2008            |
| Galapagos, Insulele (sau Arhipelagul Colón)            | Ecuador · (Provincie)                                                            | Președinte al Republicii Ecuador                                                                    | Rafael Correa                                | 15 ianuarie 2007              |
| Galapagos, Insulele (sau Arhipelagul Colón)            | Ecuador · (Provincie)                                                            | Guvernator                                                                                          | Jorge Alfredo Torres Pallo ,                 | 18 septembrie 2008            |
| Galapagos, Insulele (sau Arhipelagul Colón)            | Ecuador · (Provincie)                                                            | Președinte al Consiliului de Guvernare cu Regim Special                                             | Jorge Alfredo Torres Pallo ,                 | 11 octombrie 2011             |
| ,Galmudug (vezi și : §15)                              | Somalia · (Stat autonom în cadrul Republicii Somalia)                            | Președinți ai Repubicii Federale Somalia (succesivi)                                                | Hassan Sheikh Mohamud                        | 10 septembrie 2012            |
| ,Galmudug (vezi și : §15)                              | Somalia · (Stat autonom în cadrul Republicii Somalia)                            | Președinți ai Repubicii Federale Somalia (succesivi)                                                | Mohamed Osman Jawari (interimar)             | 28 august 2012                |
| ,Galmudug (vezi și : §15)                              | Somalia · (Stat autonom în cadrul Republicii Somalia)                            | Președinți ai Repubicii Federale Somalia (succesivi)                                                | Muse Hassan Sheikh Sayid Abdulle (interimar) | 20 august 2012                |
| ,Galmudug (vezi și : §15)                              | Somalia · (Stat autonom în cadrul Republicii Somalia)                            | Președinți ai Repubicii Federale Somalia (succesivi)                                                | Sharif Sheikh Ahmed                          | 31 ianuarie 2009              |
| ,Galmudug (vezi și : §15)                              | Somalia · (Stat autonom în cadrul Republicii Somalia)                            | Președințî (succesivi)                                                                              | Abdi Hasan Awale                             | 14 august 2012                |
| ,Galmudug (vezi și : §15)                              | Somalia · (Stat autonom în cadrul Republicii Somalia)                            | Președințî (succesivi)                                                                              | Mohamed Ahmed Alin                           | 14 august 2009                |
| Găgăuzia (sau Gagauz Yeri)                             | Moldova, Republica (District autonom)                                            | Președinti ai Republicii Moldova (succesivi)                                                        | Nicolae Timofti                              | 23 martie 2012                |
| Găgăuzia (sau Gagauz Yeri)                             | Moldova, Republica (District autonom)                                            | Președinti ai Republicii Moldova (succesivi)                                                        | Marian Lupu (interimar)                      | 30 decembrie 2010             |
| Găgăuzia (sau Gagauz Yeri)                             | Moldova, Republica (District autonom)                                            | Guvernator (bașkan)                                                                                 | Mihail Formuzal                              | 29 decembrie 2006             |
| Gilgit-Baltistan                                       | Pakistan · (Provincie autonomâ)                                                  | Președinte al Republicii Pakistan                                                                   | Asif Ali Zardari                             | 9 septembrie 2008             |
| Gilgit-Baltistan                                       | Pakistan · (Provincie autonomâ)                                                  | Guvernator                                                                                          | Karam Ali Shah                               | 26 ianuarie 2011              |
| Gilgit-Baltistan                                       | Pakistan · (Provincie autonomâ)                                                  | Ministru Șef                                                                                        | Syed Mehdi Shah                              | 12 decembrie 2009             |
| Groenlanda                                             | Danemarca · (Regiune autonomă)                                                   | Regină a Danemarcei                                                                                 | Margareta a II-a                             | 14 ianuarie 972               |
| Groenlanda                                             | Danemarca · (Regiune autonomă)                                                   | Înalt comisar (Rigsombudsmandur)                                                                    | Mikaela Engell                               | 1 aprilie 2011                |
| Groenlanda                                             | Danemarca · (Regiune autonomă)                                                   | Premier (conducător al guvernului Landsstyreformand)                                                | Kuupik Kleist                                | 12 iunie 2009                 |
| Hong Kong (sau Xianggang)                              | China (Regiune administrativă specială)                                          | Președinte al Republicii Populare Chineze                                                           | Hu Jintao                                    | 15 martie 2003                |
| Hong Kong (sau Xianggang)                              | China (Regiune administrativă specială)                                          | Șefi ai executivului (succesivi)                                                                    | Leung Chun-ying                              | 1 iulie 2012                  |
| Hong Kong (sau Xianggang)                              | China (Regiune administrativă specială)                                          | Șefi ai executivului (succesivi)                                                                    | Donald Tsang                                 | 24 iunie 2005                 |
| Karakalpakstan                                         | Uzbekistan · (Republică autonomă)                                                | Președinte al Republicii Uzbekistan                                                                 | Islam Karimov                                | 24 martie 1990                |
| Karakalpakstan                                         | Uzbekistan · (Republică autonomă)                                                | Președinte al Jokargy Kenes                                                                         | Musa Yerniyazov                              | 2 mai 2002                    |
| Karakalpakstan                                         | Uzbekistan · (Republică autonomă)                                                | Președinte al Consiliului de Miniștri                                                               | Bakhodir Yangiboyev                          | 3 martie 2006                 |
| Kurdistanul Irackian                                   | Irak · (Regiune autonomă)                                                        | Președinte al Republicii Irak                                                                       | Jalal Talabani                               | 7 aprilie 2005                |
| Kurdistanul Irackian                                   | Irak · (Regiune autonomă)                                                        | Președinte                                                                                          | Massoud Barzani ,                            | 14 iunie 2005                 |
| Kurdistanul Irackian                                   | Irak · (Regiune autonomă)                                                        | Prim-miniștri (succesivi)                                                                           | Nechervan Barzani ,                          | 7 martie 2012                 |
| Kurdistanul Irackian                                   | Irak · (Regiune autonomă)                                                        | Prim-miniștri (succesivi)                                                                           | Barham Salih                                 | 28 octombrie 2009             |
| Macao (sau Àomén)                                      | China (Regiune administrativă specială)                                          | Președinte al Republicii Populare Chineze                                                           | Hu Jintao                                    | 15 martie 2003                |
| Macao (sau Àomén)                                      | China (Regiune administrativă specială)                                          | Șef al executivului                                                                                 | Fernando Chui Sai On                         | 20 decembrie 2009             |
| Madeira, Insulele                                      | Portugalia · (Regiune autonomă)                                                  | Președinte al Republicii Portugheze                                                                 | Aníbal Cavaco Silva                          | 9 martie 2006                 |
| Madeira, Insulele                                      | Portugalia · (Regiune autonomă)                                                  | Reprezentant al Republicii Portugheze                                                               | Irineu Cabral Barreto                        | 11 aprilie 2011               |
| Madeira, Insulele                                      | Portugalia · (Regiune autonomă)                                                  | Președinte al Guvernului                                                                            | Alberto João Jardim                          | 17 martie 1978                |
| Melilla                                                | Spania · (Oraș autonom al Spaniei)                                               | Rege al Spaniei                                                                                     | Juan Carlos I                                | 22 noiembrie 1975             |
| Melilla                                                | Spania · (Oraș autonom al Spaniei)                                               | Delegat ai Guvernului spaniol                                                                       | Abdelmalik El Barkani Abdelkader             | 31 decembrie 2011             |
| Melilla                                                | Spania · (Oraș autonom al Spaniei)                                               | Primar președinte                                                                                   | Juan José Imbroda Ortiz                      | 19 iulie 2000                 |
| Mindanao musulman                                      | Filipine · (Regiune autonomă)                                                    | Președinte al Republicii Filipine                                                                   | Benigno Aquino III                           | 30 iunie 2010                 |
| Mindanao musulman                                      | Filipine · (Regiune autonomă)                                                    | Guvernator                                                                                          | Mujiv Hataman (oficial responsabil)          | 22 decembrie 2011             |
| Nahicivan                                              | Azerbaidjan · (Republică autonomă)                                               | Președinte al Republicii Azerbaidjan                                                                | Ilham Aliyev ,                               | 15 octombrie 2003             |
| Nahicivan                                              | Azerbaidjan · (Republică autonomă)                                               | Președinte al Consiliului Suprem                                                                    | Vasif Talıbov                                | 16 decembrie 1995             |
| Nahicivan                                              | Azerbaidjan · (Republică autonomă)                                               | Prim-ministru                                                                                       | Alovsat Bakhshiyev                           | 2000                          |
| Nevis, Insula                                          | Sfântul Cristofor și Nevis · (Insulă autonomă)                                   | Regină a Sfântului Cristofor și Nevisului                                                           | Elisabeta a II-a                             | 19 septembrie 1979            |
| Nevis, Insula                                          | Sfântul Cristofor și Nevis · (Insulă autonomă)                                   | Guvernator al Sfântului Cristofor și Nevisului                                                      | Cuthbert Sebastian                           | 1 ianuarie 1996               |
| Nevis, Insula                                          | Sfântul Cristofor și Nevis · (Insulă autonomă)                                   | Viceguvernator general                                                                              | Eustace John                                 | 15 ianuarie 1994              |
| Nevis, Insula                                          | Sfântul Cristofor și Nevis · (Insulă autonomă)                                   | Prim-ministru                                                                                       | Joseph Parry                                 | 11 iulie 2006                 |
| Paștelui, Insula                                       | Chile · (Provincie)                                                              | Președinte al Republicii Chile                                                                      | Sebastián Piñera                             | 11 martie 2010                |
| Paștelui, Insula                                       | Chile · (Provincie)                                                              | Guvernator                                                                                          | Carmen Cardinali Paoa                        | 6 septembrie 2010             |
| Paștelui, Insula                                       | Chile · (Provincie)                                                              | Primari (succesivi)                                                                                 | Pedro Edmunds Paoa                           | noiembrie 2012                |
| Paștelui, Insula                                       | Chile · (Provincie)                                                              | Primari (succesivi)                                                                                 | Luz Zasso Paoa                               | 6 decembrie 2008              |
| Principe, Insula                                       | São Tomé și Príncipe · (Provincie cu autoguvernare)                              | Președinte al Republicii Sao Tome și Principe                                                       | Manuel Pinto da Costa                        | 3 septembrie 2011             |
| Principe, Insula                                       | São Tomé și Príncipe · (Provincie cu autoguvernare)                              | Președinte al guvernului regional                                                                   | José Cardoso Cassandra                       | 5 octombrie 2006              |
| Prințul Eduard, Insulele                               | Africa de Sud · (Insule izolate și nelocuite atașate orașului Cape Town)         | Președinte al Republicii Africa de Sud                                                              | Jacob Zuma                                   | 9 mai 2009                    |
| Prințul Eduard, Insulele                               | Africa de Sud · (Insule izolate și nelocuite atașate orașului Cape Town)         | Primar al orașului Cape Town                                                                        | Patricia de Lille                            | 1 iunie 2011                  |
| Prințul Eduard, Insulele                               | Africa de Sud · (Insule izolate și nelocuite atașate orașului Cape Town)         | Director al Biroului Antarcticii și Insulelor                                                       | Henry Valentine                              | 2000                          |
| Puntland (vezi și : §15)                               | Somalia · (Stat autonom în cadrul Somaliei) · (vezi și : §15)                    | Președinți ai Repubicii Federale Somalia (succesivi)                                                | Hassan Sheikh Mohamud                        | 10 septembrie 2012            |
| Puntland (vezi și : §15)                               | Somalia · (Stat autonom în cadrul Somaliei) · (vezi și : §15)                    | Președinți ai Repubicii Federale Somalia (succesivi)                                                | Mohamed Osman Jawari (interimar)             | 28 august 2012                |
| Puntland (vezi și : §15)                               | Somalia · (Stat autonom în cadrul Somaliei) · (vezi și : §15)                    | Președinți ai Repubicii Federale Somalia (succesivi)                                                | Muse Hassan Sheikh Sayid Abdulle (interimar) | 20 august 2012                |
| Puntland (vezi și : §15)                               | Somalia · (Stat autonom în cadrul Somaliei) · (vezi și : §15)                    | Președinți ai Repubicii Federale Somalia (succesivi)                                                | Sharif Sheikh Ahmed                          | 31 ianuarie 2009              |
| Puntland (vezi și : §15)                               | Somalia · (Stat autonom în cadrul Somaliei) · (vezi și : §15)                    | Președinte                                                                                          | Abdirahman Mohamud „Farole"                  | 11 ianuarie 2009              |
| Rodrigues, Insula                                      | Mauritius · (Insulă autonomă)                                                    | Președinți ai Republicii Mauritius (succesivi)                                                      | Rajkeswur Purryag                            | 21 iulie 2012                 |
| Rodrigues, Insula                                      | Mauritius · (Insulă autonomă)                                                    | Președinți ai Republicii Mauritius (succesivi)                                                      | Monique Ohsan Bellepeau (interimară}         | 31 martie 2012                |
| Rodrigues, Insula                                      | Mauritius · (Insulă autonomă)                                                    | Președinți ai Republicii Mauritius (succesivi)                                                      | Anerood Jugnauth                             | 7 octombrie 2003              |
| Rodrigues, Insula                                      | Mauritius · (Insulă autonomă)                                                    | Comisari Șefi (succesivi)                                                                           | Louis Serge Clair                            | 11 februarie 2012             |
| Rodrigues, Insula                                      | Mauritius · (Insulă autonomă)                                                    | Comisari Șefi (succesivi)                                                                           | Gaëtan Jhabeemissur                          | 12 ianuarie 2011              |
| Rodrigues, Insula                                      | Mauritius · (Insulă autonomă)                                                    | Directori Generali (succesivi)                                                                      | Jacques Davis Hee Hong Wye                   | 13 februarie 2012             |
| Rodrigues, Insula                                      | Mauritius · (Insulă autonomă)                                                    | Directori Generali (succesivi)                                                                      | Joseph Ah-Leong Chang-Siow                   | 24 august 2010                |
| Rosalind, Bancul (sau Bancul Rosalinda sau Rosa Linda) | Columbia · (Atol submers nelocuit)                                               | Președinte al Republicii Columbia                                                                   | Juan Manuel Santos                           | 7 august 2010                 |
| Rosalind, Bancul (sau Bancul Rosalinda sau Rosa Linda) | Columbia · (Atol submers nelocuit)                                               | Guvernator al departamentului San Andrés y Providencia                                              | Aury Socorro Guerrero Bowie                  | 1 ianuarie 2012               |
| Serranilla, Bancul                                     | Columbia · (Insulǎ nelocuitǎ)                                                    | Președinte al Republicii Columbia                                                                   | Juan Manuel Santos                           | 7 august 2010                 |
| Serranilla, Bancul                                     | Columbia · (Insulǎ nelocuitǎ)                                                    | Guvernator al departamentului San Andrés y Providencia                                              | Aury Socorro Guerrero Bowie                  | 1 ianuarie 2012               |
| Sigavé                                                 | Wallis și Futuna (Regat tradițional)                                             | Administrator superior al Wallis și Futuna                                                          | Michel Jeanjean                              | 12 iulie 2010                 |
| Sigavé                                                 | Wallis și Futuna (Regat tradițional)                                             | Rege (Sau)                                                                                          | Polikalepo Kolivai                           | 1 iulie 2010                  |
| Sigavé                                                 | Wallis și Futuna (Regat tradițional)                                             | Prim-ministru (Kaifakaului)                                                                         | Lusiano Soko                                 | 2006 ?                        |
| Tobago, Insula                                         | Trinidad și Tobago (Regiune autonomă)                                            | Președite al Republicii Trinidad și Tobago                                                          | George Maxwell Richards                      | 17 martie 2003                |
| Tobago, Insula                                         | Trinidad și Tobago (Regiune autonomă)                                            | Secretar șef al Camerii Adunării                                                                    | Orville London                               | 29 ianuarie 2001              |
| Uvea                                                   | Wallis și Futuna (Regat tradițional)                                             | Administrator superior Wallis și Futuna                                                             | Michel Jeanjean                              | 12 iulie 2010                 |
| Uvea                                                   | Wallis și Futuna (Regat tradițional)                                             | Rege (Lavelua)                                                                                      | Kapeliele „Gabriel" Faupala                  | 25 iulie 2008                 |
| Uvea                                                   | Wallis și Futuna (Regat tradițional)                                             | Prim-ministru (Kalae Kivalu)                                                                        | Setefano Hanisi                              | 12 noiembrie 2011             |
| Voivodina                                              | Serbia · (Provincie autonomă)                                                    | Președinți ai Republicii Serbia (succesivi)                                                         | Tomislav Nikolić                             | 31 mai 2012                   |
| Voivodina                                              | Serbia · (Provincie autonomă)                                                    | Președinți ai Republicii Serbia (succesivi)                                                         | Zaharije Trnavčević (interimar)              | 31 mai 2012                   |
| Voivodina                                              | Serbia · (Provincie autonomă)                                                    | Președinți ai Republicii Serbia (succesivi)                                                         | Slavica Đukić Dejanović (interimară)         | 5 aprilie 2012                |
| Voivodina                                              | Serbia · (Provincie autonomă)                                                    | Președinți ai Republicii Serbia (succesivi)                                                         | Boris Tadić                                  | 11 iulie 2004                 |
| Voivodina                                              | Serbia · (Provincie autonomă)                                                    | Președinți ai Adunǎrii (succesivi)                                                                  | Ištvan Past2r                                | 22 iunie 2012                 |
| Voivodina                                              | Serbia · (Provincie autonomă)                                                    | Președinți ai Adunǎrii (succesivi)                                                                  | Šandor Egereši                               | 16 iulie 2008                 |
| Voivodina                                              | Serbia · (Provincie autonomă)                                                    | Președinte al Guvernului                                                                            | Bojan Pajtić                                 | 14 decembrie 2009             |
| Zanzibar, Arhipelagul                                  | Tanzania · (Entitate administrativă autonomă)                                    | Președinte al Republicii Tanzania                                                                   | Jakaya Mrisho Kikwete                        | 21 decembrie 2005             |
| Zanzibar, Arhipelagul                                  | Tanzania · (Entitate administrativă autonomă)                                    | Președinte                                                                                          | Ali Mohamed Shein                            | 3 noiembrie 2010              |

## Teritorii nesuverane neutre sau cu statut contestat
| Teritoriu         | Suveranitate și statut |
| ----------------- | --- |
| Paracel, Insulele | Arhipelag ocupat de facto Republica Populară Chineză. Revendicat de Taiwan și de Vietnam. |
| Spratly, Insulele | Arhipelag revendicat integral de Republica Populară Chineză, Taiwan și Vietnam. Porțiuni revendicate de Filipine și Malaezia. Brunei revendică o zonă de pescuit care se suprapune peste insulele de sud dar nu a formulat revendicări formale. 45 de insule sunt ocupate de mici forțe militare ale Republicii Populare Chineze, Taiwanului, Filipinelor și Malaeziei. |
| Țara Marie Byrd   | Teritoriu nerevendicat, considerat ca aparținând Statelor Unite ale Americii, deși nu există o revendicare formală. |

## Guverne în exil și / sau alterantive
| Entitate                                                            | Suveranitate recunoscută Internațional În concurență cu (Statut) | Funcția                                                                | Numele                                                                        | Începând cu        |
| ------------------------------------------------------------------- | --- | ---------------------------------------------------------------------- | ----------------------------------------------------------------------------- | ------------------ |
| Republica Autonemă Abhazia (vezi și : §2)                           | Georgia · Guvernul Republicii independente Abhazia · (Guvernul Republicii Autoneme Abhazia) | Președinte al Consliului Suprem                                        | Elguja Gvazava                                                                | 20 martie 2009     |
| Republica Autonemă Abhazia (vezi și : §2)                           | Georgia · Guvernul Republicii independente Abhazia · (Guvernul Republicii Autoneme Abhazia) | Președinte al Guvernului                                               | Giorgi Baramia                                                                | 19 iunie 2009      |
| Awdalland                                                           | Somalia · Guvernul Republicii Somalia · Somaliland · (Guvernul statului autonom Awdalland) | Președinți (succesivi)                                                 | Rashiid Awnur Hersi                                                           | 15 februarie 2012  |
| Awdalland                                                           | Somalia · Guvernul Republicii Somalia · Somaliland · (Guvernul statului autonom Awdalland) | Președinți (succesivi)                                                 | Mahdi Isaaq?                                                                  | 2009?              |
| Azania                                                              | Somalia · Guvernul Republicii Somalia · (Guvernul statului autonom Azania) | Președinte                                                             | Abdi Mohamed „Gandhi"                                                         | 3 aprilie 2011     |
| Republica Populară Belarus                                          | Belarus Guvernul Republicii Belarus (Guvernul Republicii Populare Belarus) | Președintă a Radei                                                     | Ivonka Survilla                                                               | 1997               |
| Emiratul Caucaz                                                     | Rusia · Guvernul Federației Ruse · Administrațiile unor diviziuni administrative ale Federației Ruse · (Entitatea Emiratul Caucaz)                                                                                          | Emir                                                                   | Dokou Oumarov                                                                 | 11 octombrie 2007  |
| Cirenaica                                                           | Libia · Guvernul provizoriu al Libiei · Administrațiile unor districte ale Libiei · (Consiliul de Tranziție din Cirenaica)                                                                                                  | Șef al Consiliului de Tranziție din Cirenaica.                         | Ahmed al-Senussi                                                              | 6 martie 2012      |
| Guvernul Alternativ al Estoniei                                     | Estonia · Guvernul Republicii Estonia · (Guvern succesor al guvernului în exil din timpul ocupației sovietice) | Președinte                                                             | Kalev Ots                                                                     | 28 noiembrie 2003  |
| Guvernul Alternativ al Estoniei                                     | Estonia · Guvernul Republicii Estonia · (Guvern succesor al guvernului în exil din timpul ocupației sovietice) | Prim-ministru                                                          | Ahti Mänd (prim-ministru adjunct)                                             | 7 decembrie 2003   |
| , Galmudug (vezi și : §13)                                          | Somalia · Guvernul Republicii Somalia · (Guvernul statului autonom Galmudug) | Proclamat stat autonom ȋn cadrul Republicii Somalia                    |                                                                               | 18 februarie 2012  |
| , Galmudug (vezi și : §13)                                          | Somalia · Guvernul Republicii Somalia · (Guvernul statului autonom Galmudug) | Președinte                                                             | Barre Adan Shire Hiiraale                                                     | 2007               |
| Gaza, Fȃșia (vezi și : §6)                                          | Autoritatea Națională Palestiniană Guvernul Autoritǎții Naționale Palestiniene (Guvern alternativ al Hamas ȋn Fâșia Gaza)                                                                                                   | Președinte                                                             | Abdel Aziz Doweik , (interimar) (corevendicator începând cu 15 ianuarie 2009) | 15 ianuarie 2009   |
| Gaza, Fȃșia (vezi și : §6)                                          | Autoritatea Națională Palestiniană Guvernul Autoritǎții Naționale Palestiniene (Guvern alternativ al Hamas ȋn Fâșia Gaza)                                                                                                   | Prim-ministru                                                          | Ismail Haniyeh , (corevendicator începând cu 15 iunie 2007)                   | 15 iunie 2007      |
| Himan și Heeb                                                       | Somalia · Guvernul Republicii Somalia · (Guvernul statului autonom Himan și Heeb) | Președinte                                                             | Mohamed Abdullahi Aden                                                        | 12 iunie 2008      |
| Khatumo                                                             | Somalia · Guvernul Republicii Somalia · Somaliland · Puntland · (Guvernul statului autonom Khatumo) | Copreședinte                                                           | Mohamed Yusuf Jama "Indhasheel"                                               | 12 ianuarie 2012   |
| Khatumo                                                             | Somalia · Guvernul Republicii Somalia · Somaliland · Puntland · (Guvernul statului autonom Khatumo) | Copreședinte                                                           | Ahmed Ilmi Osman "Karash"                                                     | 12 ianuarie 2012   |
| Khatumo                                                             | Somalia · Guvernul Republicii Somalia · Somaliland · Puntland · (Guvernul statului autonom Khatumo) | Copreședinte                                                           | Abdi Nur Ilmi Qaje "Binde"                                                    | 12 ianuarie 2012   |
| Kosovo (vezi și : §2)                                               | Kosovo · Guvernul Kosovo · ( Provincia Autonomă Kosovo și Metohia · (Administrația sȃrbǎ în exil) | Director al Biroului pentru Kosovo și Metohia                          | Aleksandar Vulin                                                              | 27 iulie 2012      |
| Kosovo (vezi și : §2)                                               | Kosovo · Guvernul Kosovo · ( Provincia Autonomă Kosovo și Metohia · (Administrația sȃrbǎ în exil) | Ministru pentru Kosovo și Metohia                                      | funcție înlocuită                                                             | 27 iulie 2012      |
| Kosovo (vezi și : §2)                                               | Kosovo · Guvernul Kosovo · ( Provincia Autonomă Kosovo și Metohia · (Administrația sȃrbǎ în exil) | Ministru pentru Kosovo și Metohia                                      | Goran Bogdanović                                                              | 7 iulie 2008       |
| Kosovo (vezi și : §2)                                               | Kosovo · Guvernul Kosovo · ( Provincia Autonomă Kosovo și Metohia · (Administrația sȃrbǎ în exil) | Prefect al distrctului Kosovo                                          | Goran Arsić                                                                   | 13 decembrie 2007  |
| Kosovo (vezi și : §2)                                               | Kosovo · Guvernul Kosovo · ( Provincia Autonomă Kosovo și Metohia · (Administrația sȃrbǎ în exil) | Prefect al distrctului Kosovo-Pomoravlje                               | Dragan Nikolić                                                                | 2007               |
| Kosovo (vezi și : §2)                                               | Kosovo · Guvernul Kosovo · ( Provincia Autonomă Kosovo și Metohia · (Administrația sȃrbǎ în exil) | Prefect al distrctului Kosovska Mitrovica                              | Radenko Nedeljković                                                           | 13 decembrie 2007  |
| Kosovo (vezi și : §2)                                               | Kosovo · Guvernul Kosovo · ( Provincia Autonomă Kosovo și Metohia · (Administrația sȃrbǎ în exil) | Prefect al distrctului Peć                                             | Stojan Dončić                                                                 | 11 decembrie 2008  |
| Kosovo (vezi și : §2)                                               | Kosovo · Guvernul Kosovo · ( Provincia Autonomă Kosovo și Metohia · (Administrația sȃrbǎ în exil) | Prefect al distrctului Prizren                                         | Jovica Budurić                                                                | 11 decembrie 2008  |
| Kosovo (vezi și : §2)                                               | Kosovo sau Serbia · Guvernul Kosovo sau Administrația sȃrba a Provinciei Autonome Kosovo și Metohia · ( Consiliul Național Sârb al Kosovo și Metohia · Organ politic ales acționȃnd ca reprezenrant al sȃrbilor din Kosovo) | Președinte al Consiliului                                              | Dragan Velic                                                                  | 3 septembrie 2006  |
| Kosovo (vezi și : §2)                                               | Kosovo sau Serbia · Guvernul Kosovo sau Administrația sȃrba a Provinciei Autonome Kosovo și Metohia · ( Consiliul Național Sârb al Kosovo și Metohia · Organ politic ales acționȃnd ca reprezenrant al sȃrbilor din Kosovo) | Președintă a Biroului Executiv al Consiliului                          | Rada Trajkovic                                                                | 3 septembrie 2006  |
| Maluku (Insulelor Moluce) de Sud, Republica                         | Indonezia · Guvernul Republicii Indonezia · Administrația provinciei Maluku din cadrul Republicii Indonezia · (Guvernul în exil al Republicii Maluku Selantan)                                                              | Președinte                                                             | John Wattilete                                                                | 17 aprilie 2010    |
| Entitatea Provizorie Osetia de Sud (vezi și : §2)                   | Georgia · Guvernul Republicii independente Osetia de Sud · (Guvernul Entității Provizorii Osetia de Sud) | Șef al Administrației Provizorii                                       | Dmitri Sanakoïev                                                              | 10 mai 2007        |
| Puntland (vezi și : §13)                                            | Somalia · Guvernul Republicii Somalia · (Guvernul statului autonom Puntland) | Proclamat stat autonom ȋn cadrul Republicii Somalia                    |                                                                               | 18 februarie 2012  |
| Puntland (vezi și : §13)                                            | Somalia · Guvernul Republicii Somalia · (Guvernul statului autonom Puntland) | Președinte                                                             | Abdirahman Mohamud „Farole"                                                   | 11 ianuarie 2009   |
| Coaliția Națională a Forțelor de Opoziție și a Revoluției din Siria | Siria · Guvernul Republicii Arabe Siriene · (Autoritate politică de tranziție în opoziție) | Președinte                                                             | Mouaz al-Khatib                                                               | 11 noiembrie 2012  |
| Administrația Centrală Tibetană                                     | China Guvernul Republicii Populare Chineze Administeația Regiunii autonome Xizang din cadrul Republicii Populare Chineze (Guvern în exil)                                                                                   | Dalai Lama                                                             | Tenzin Gyatso                                                                 | 25 august 1939     |
| Administrația Centrală Tibetană                                     | China Guvernul Republicii Populare Chineze Administeația Regiunii autonome Xizang din cadrul Republicii Populare Chineze (Guvern în exil)                                                                                   | Președinte al Administrației Centrale (Sikyong) (prim-ministru) </ref> | Lobsang Sangay                                                                | 26 septembrie 2012 |
| Administrația Centrală Tibetană                                     | China Guvernul Republicii Populare Chineze Administeația Regiunii autonome Xizang din cadrul Republicii Populare Chineze (Guvern în exil)                                                                                   | Președinte al cabinetului (Kalon Tripa) (prim-ministru)                | funcție ȋnlocuitǎ                                                             | 26 septembrie 2012 |
| Administrația Centrală Tibetană                                     | China Guvernul Republicii Populare Chineze Administeația Regiunii autonome Xizang din cadrul Republicii Populare Chineze (Guvern în exil)                                                                                   | Președinte al cabinetului (Kalon Tripa) (prim-ministru)                | Lobsang Sangay                                                                | 8 august 2011      |
| Zeila și Lughaya                                                    | Somalia · Guvernul Republicii Somalia · Somaliland · Awdalland · (Guvernul statului autonom Zeila și Lughaya) | Președinte                                                             | Mahad Abiib Mahamoud                                                          | 7 februarie 2012   |